# Evolução territorial da Polônia

Mapa cronológico mostrando o desenvolvimento territorial da Polônia de 1635 a 2009

Este artigo identifica a evolução territorial da Polônia, em ordem cronológica. Ele enumera as mudanças internas e entidades externas que precedeu a Polónia atual.

## Geral
O território polaco mudou em muitas formas na história da Europa no século XVI, por exemplo, na forma de uma união com a Lituânia, a Polônia formou um imenso Estado da Europa Central para outras vezes, não existiu um Estado polonês independente.

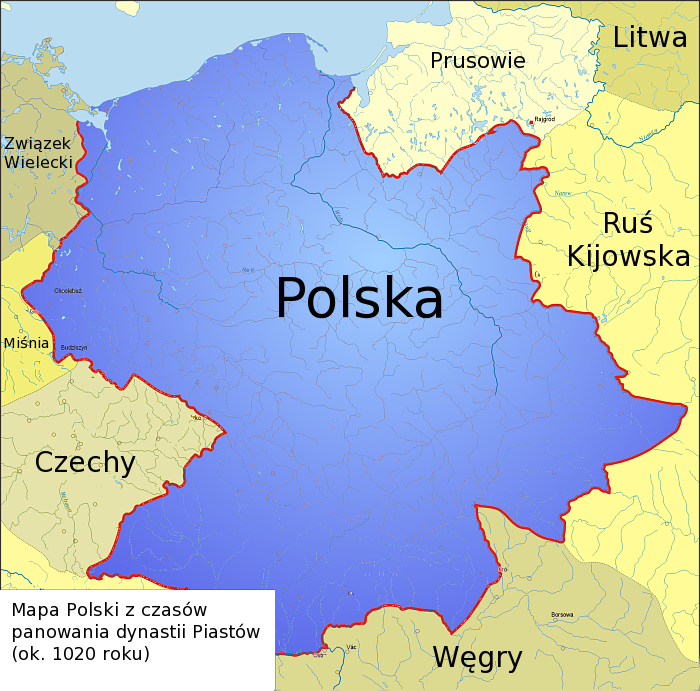
1020

Baseado em populações eslavas que habitam as margens do rio Vístula, a criação da Polônia é muitas vezes identificada com a adoção do cristianismo pelos seus governantes, no  século X, seu território é tão semelhante à Polônia contemporânea. Em 1569, a Polônia uniu e fundou com a Lituânia a Comunidade Polaco-Lituano (ou República das Duas Nações), um dos maiores e mais populosos estados da Europa. A partir do século XVII, a união começa a ruir e os estados vizinhos desmembram-no gradualmente culminando com o seu desaparecimento total em 1795.
No final do século XVIII, Varsóvia era um dinâmico centro urbano de 120 mil habitantes, enquanto Cracóvia e Vilna eram cidades universitárias em que o pensamento iluminista circulava com vigor. Rousseau, Beccaria e  Smith figuravam entre os pensadores estrangeiros mais lidos nessas cidades. Em 1788, após 15 anos de domínio russo, as elites locais aproveitaram-se da guerra entre Rússia e a Turquia para formar a chamada Dieta dos Quatro Anos, cujo objetivo era criar um Estado polaco independente. Em 1770, Jean-Jacques Rousseau escreveu Considerações sobre o Governo da Polônia, obra na qual refletiu sobre as condições da renovação da pátria. Com a sua obra sobre o Governo e as Leis da Polônia, Gabriel Bonnot de Mably subscreve a perspectiva de uma Monarquia constitucional hereditária, enquanto Voltaire, sensível ao poder da Czarina Catarina II, é hostil à autonomia do país. No gênero romance, a Polônia serve de cenário para As Aventuras do Jovem Conde Potowski, de Marat, livro que permanece inédito, além do best-seller do futuro girondino Louvet de Couvray, Os Amores do Cavaleiro de Faublas. A história polaca marca a França menos do que os Estados Unidos, mas mesmo assim fornece um quadro para experiências políticas e filosóficas.
Na década de 1780, o reino da Polônia existe apenas em função de um complicado equilíbrio entre a Rússia, a Prússia e a Áustria, que joga com as divisões entre os nobres polacos. Desde a partilha ocorrida em 1772 e a consequente redução do território, o país, que na verdade está sob a autoridade da Rússia, embarcou em reformas inspiradas no Iluminismo europeu. Em 1773, a Comissão Nacional de Educação, que em Varsóvia se baseava em manuais escritos por Dupont de Nemours ou Condillac, propôs uma reformulação da educação. O eco dos debates políticos, a filosofia iluminista e os acontecimentos ocorridos na Polônia nesse período chega a toda a Europa e à França como um todo.
A guerra entre a Rússia e o Império Otomano permitiu aos "reformadores" polacos, ajudados pela Prússia, proclamar uma Constituição em 3 de maio de 1791, endossada pelo rei Estanislau Augusto Poniatowski. A promulgação, que é mais um anúncio de reformas do que um verdadeiro sistema, suscita expectativas entre os nobres liberais e uma parte da população que se radicaliza. Por outro lado, a nobreza hostil, insatisfeita com as reformas contidas na Constituição, não se dá por vencida e continua buscando uma melhor condição social para o país. A Polônia escreveu sua Constituição, a segunda do mundo revolucionário (a primeira foi a dos Estados Unidos) , após um longo debate e já sob a inspiração da Revolução Francesa. Obra de patriotas como Ignacy Potocki, Malachowski, Hugo Kołłątaj e Czartoryski, essa Constituição transformava a República da Polônia em uma monarquia constitucional, com um parlamento eleito por voto censitário. Era bastante limitada: o rei presidia o Senado e tinha poder de veto; a condição dos judeus não foi alterada e os camponeses permaneceram servos.        Hugo Kołłątaj planejava obter avanços nos direitos dos camponeses, o que desencadeou a reação da aristocracia russa de São Petersburgo. A Revolução Polonesa foi vista como perigosa pela Rússia (que já não estava mais em guerra), Prússia e Áustria. As três potências então atacaram a Polônia e restauraram, em janeiro de 1793, as instituições anteriores a 1788.
A humilhação nacional teve um efeito explosivo entre os poloneses, convertendo um movimento reformador em uma revolução popular. Preparou-se uma insurreição nacional em 1794, liderada por Potocki, Kollataj e o Generalíssimo Kosciuszko. Grupos jacobinos, instalados em Varsóvia, deram um passo à frente e elaboraram uma nova Constituição que, de fato, acabaria com a servidão.
Os radicais e o Generalíssimo Kosciuszko lançam uma “insurreição nacional” nas cidades de Vilna (hoje Vilnius) e Varsóvia. Os radicais são seguidos, associando posições políticas, especialmente a abolição da servidão, com expectativas milenaristas, sobretudo quando as dificuldades militares se acumulam. Em maio de 1794, em Varsóvia controlada pelos radicais, quatro nobres foram executados, uma brutalidade calculada que impediu o agravamento da agitação popular. As derrotas de outubro de 1794 marcam o fim da insurreição. Sem a ajuda dos franceses, contudo, os jacobinos poloneses acabaram derrotados e a Polônia, eliminada do mapa europeu. Os jacobinos de Varsóvia, por sua vez, permaneceriam como referência para o movimento nacional polonês. Em 1795, a Polônia já não existe.
Os líderes exilados, especialmente na França, dividiram-se em organizações rivais, enquanto os militantes, dispersos, alistaram-se nos exércitos enviados à Itália em 1796, e uma parte deles partiu para Santo Domingo. A revolução foi, ao mesmo tempo, um movimento baseado mais em princípios de reforma do que em reivindicações verdadeiramente políticas defendidas pelas massas.
Para os revolucionários franceses, contudo, a concentração das tropas austríacas, russas e prussianas na Polônia foi determinante para facilitar as vitórias da Revolução Francesa nas guerras do mesmo período. O historiador Georges Lefebvre constata que a Polônia acabou ajudando a salvar a Revolução Francesa às custas de sua independência
A Polônia independente foi recriada após a Primeira Guerra Mundial em 1919, mas foi ocupada e partilhada pela Alemanha nazista e a União Soviética em 1939. Em 1945, é recriada de novo, mas ainda sob território diferente.

## Cronologia

### Reino da Polônia (1025-1569)

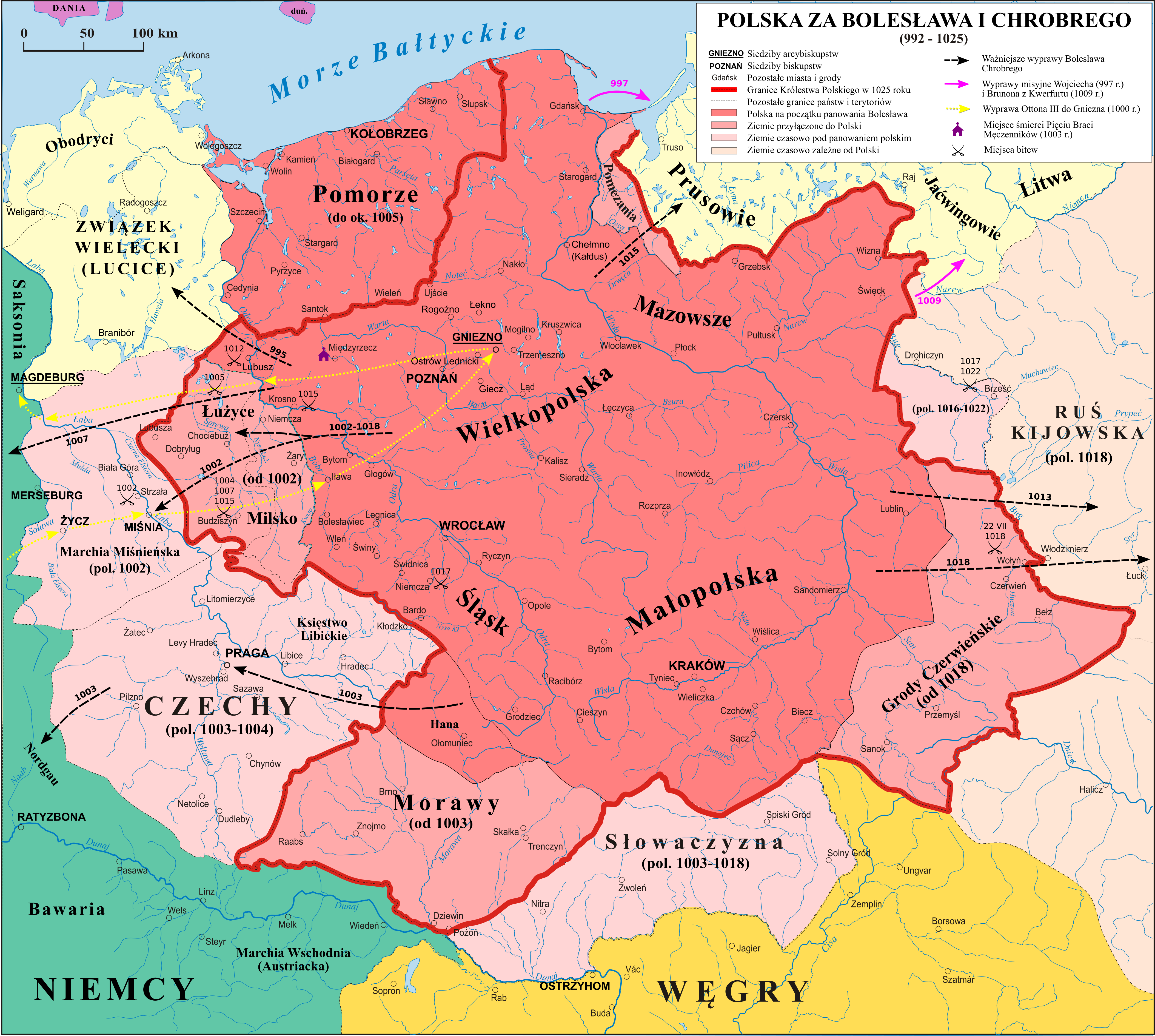
Evolução do Ducado da Polónia entre 992 e 1025, durante o reinado de Boleslau

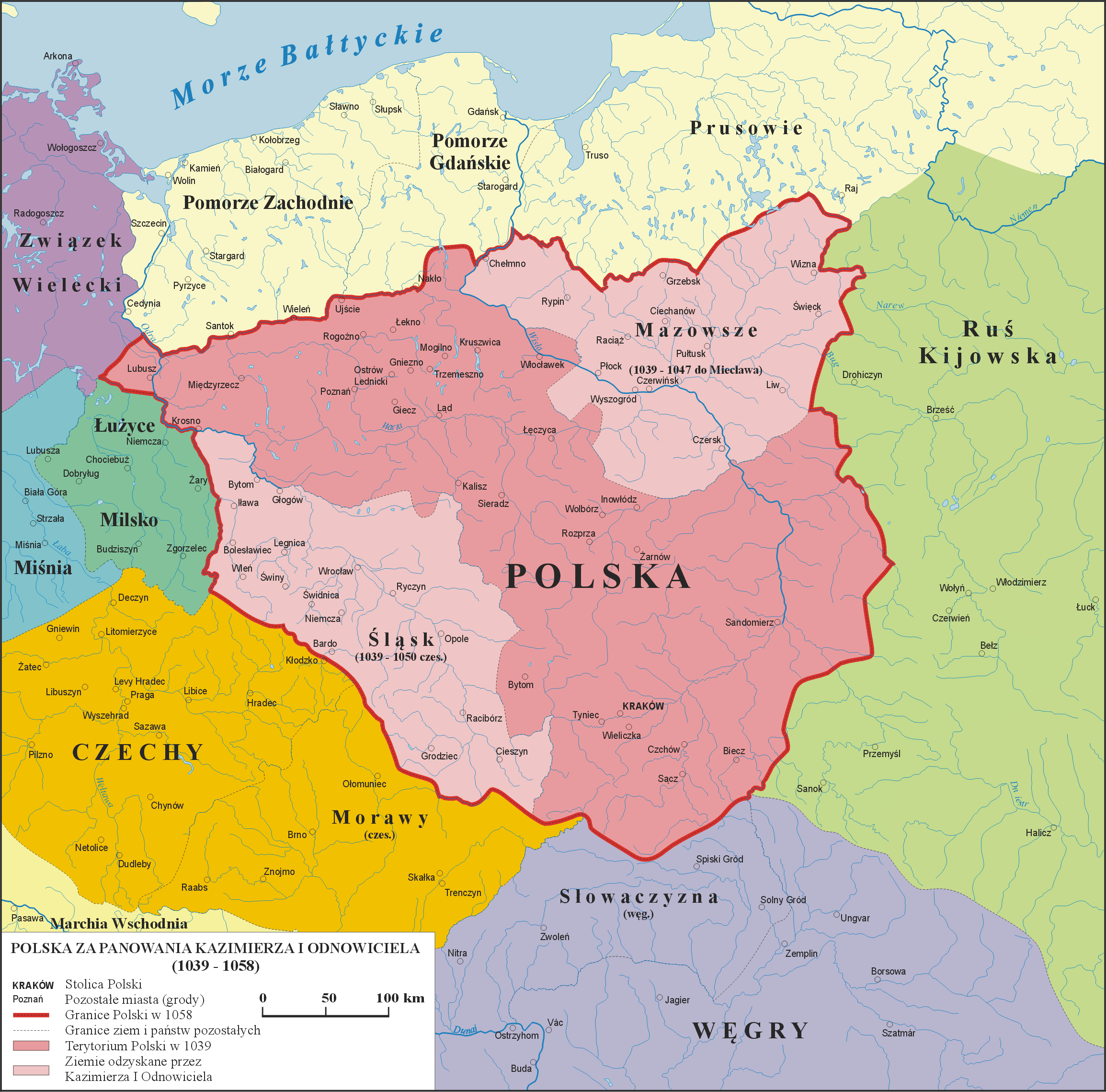
Evolução do Ducado da Polônia entre 1039 e 1058, durante o reinado de Casimiro I, o restaurador.

- século X

A Polónia surge como uma das nações durante o século X, liderado por vários governantes da dinastia Piast que converteram os poloneses ao cristianismo.
- 1025

Fundação do reino da Polônia e a coroação de Boleslaw I. Boleslaw morreu no mesmo ano. A seguir surgem duques soberanos da Polónia, o Reino é recriado várias vezes de maneiras efêmeras.
- 1138

Desmembramento da Polônia pela morte de Boleslaw III. O reino é dividido em quatro ducados, confidenciado a seu filho.
- 20 de janeiro de 1320

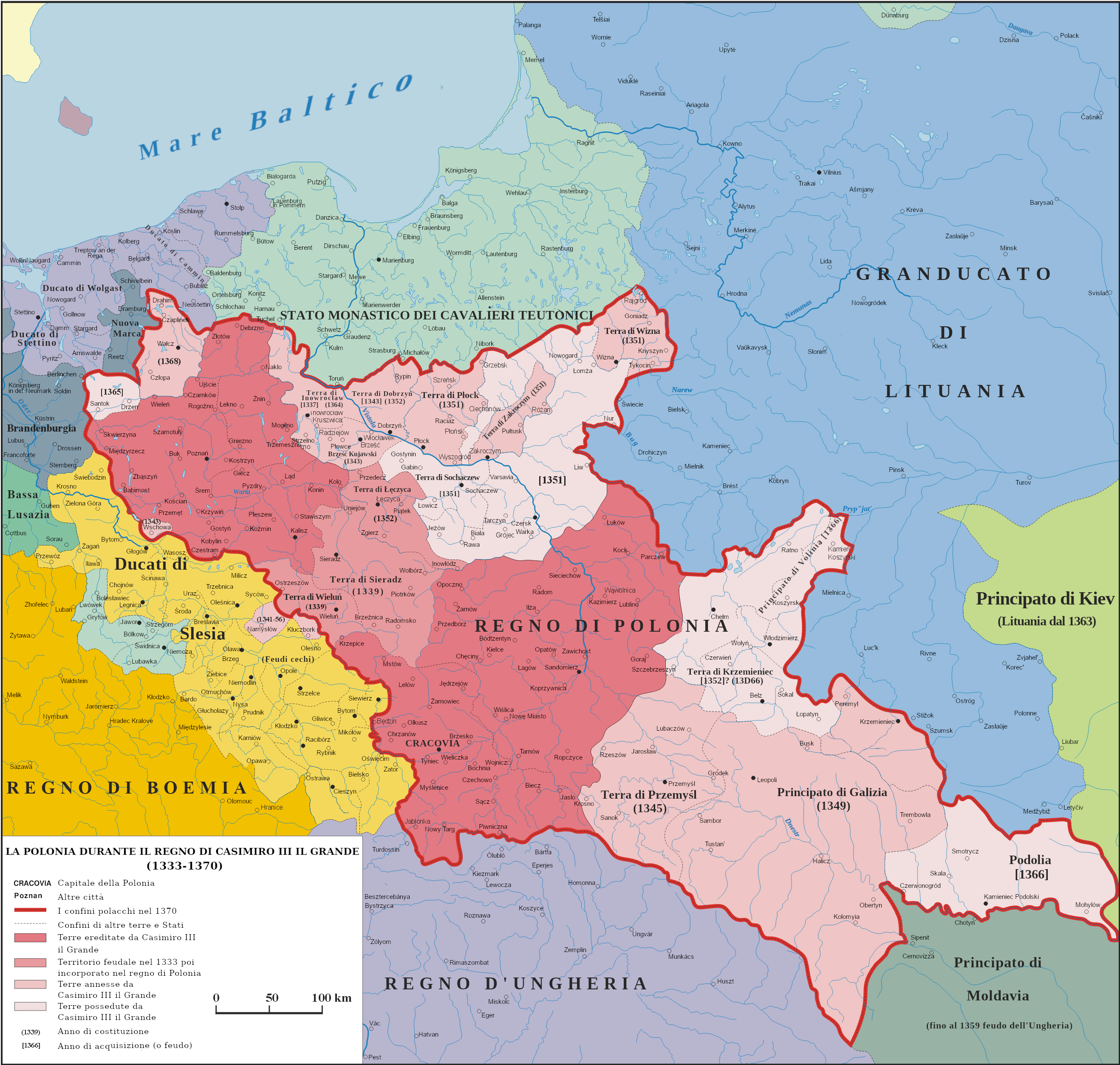
A Polônia sob o reinado de Casimiro III (1333 - 1370).

Após um período de unificação dos ducados, a reforma do reino da Polônia; Ladislau é coroado.
- 14 de agosto de 1385

União de Krewo: Acordo político dinástico entre Edviges, a Rainha da Polónia, e Jogaila, Grão-duque da Lituânia. Esse acordo marca o início do processo de união entre os dois países.
- 1525

Alberto de Brandemburgo, Grão-Mestre dos Cavaleiros Teutónicos, seculariza o território prussiano da ordem e a forma do Ducado da Prússia, um feudo do Reino da Polónia.

### União da Polónia-Lituânia (1569 - 1795)

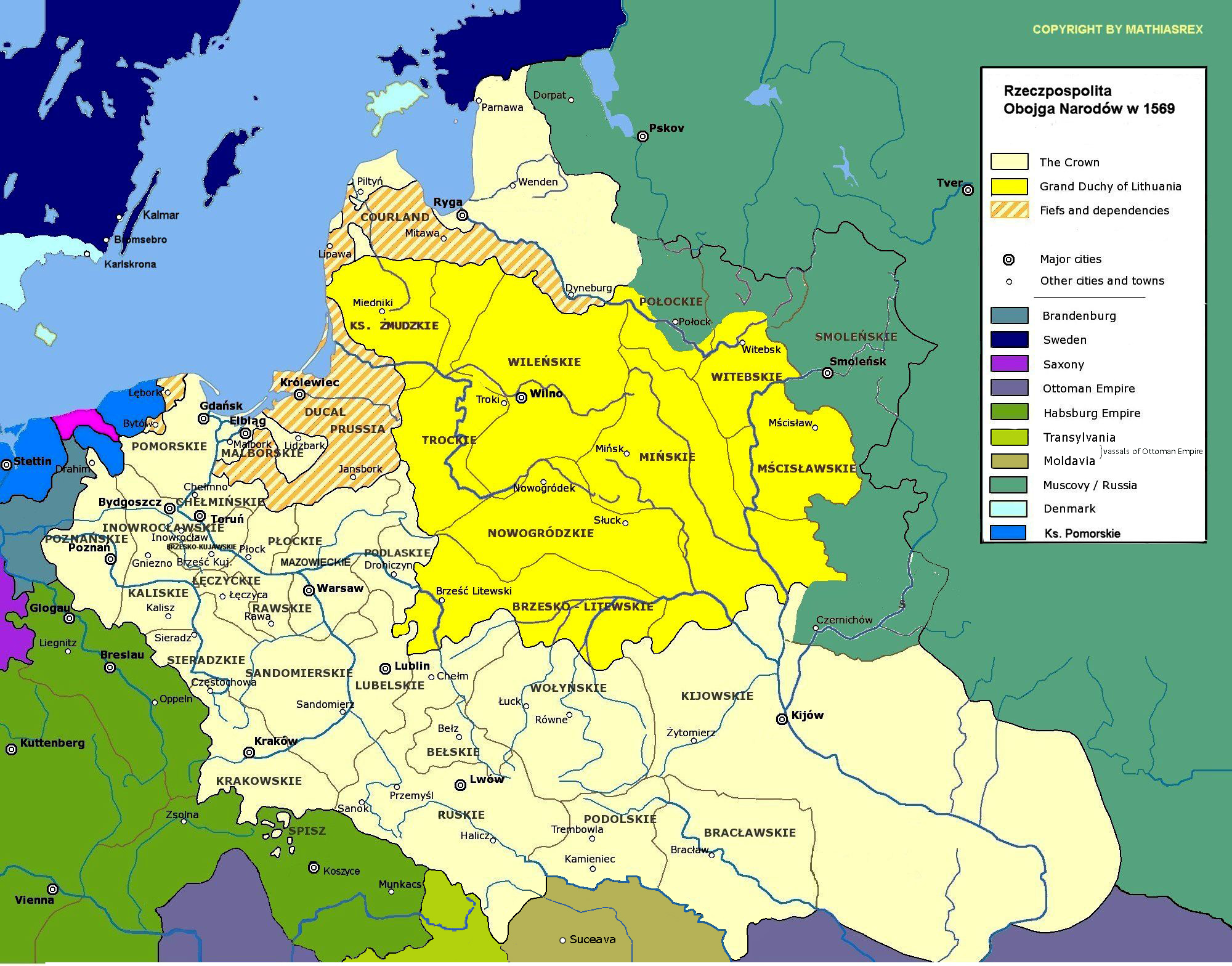
Mapa do Reino da Polónia (bege) e o Grão-Ducado da Lituânia (amarelo) em 1569, quando uniram-se.

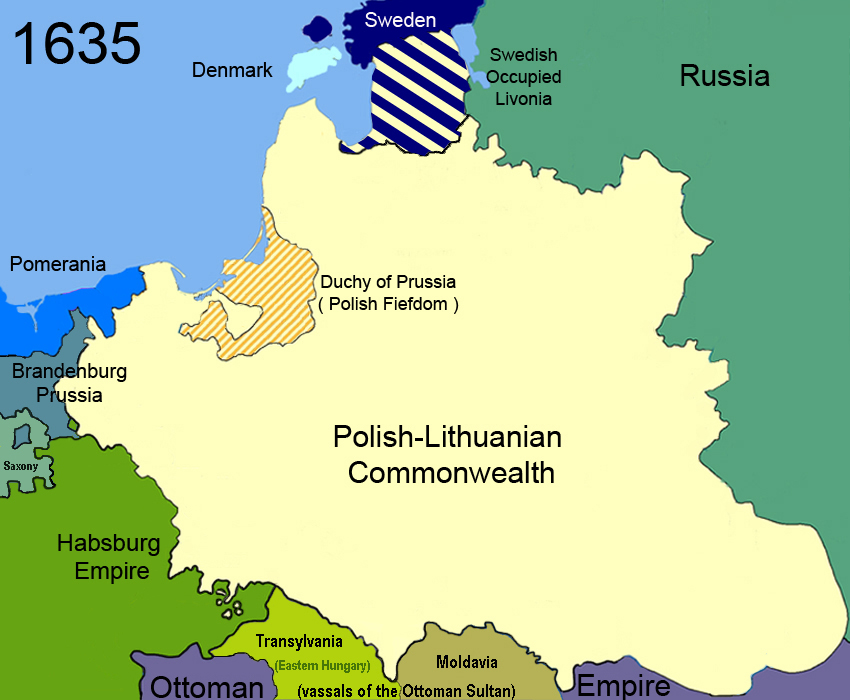
1635: a área sombreada em azul e branco, indica que o território polonês controlado pelos suecos, rasurado em laranja e branco representam o Ducado da Prússia.

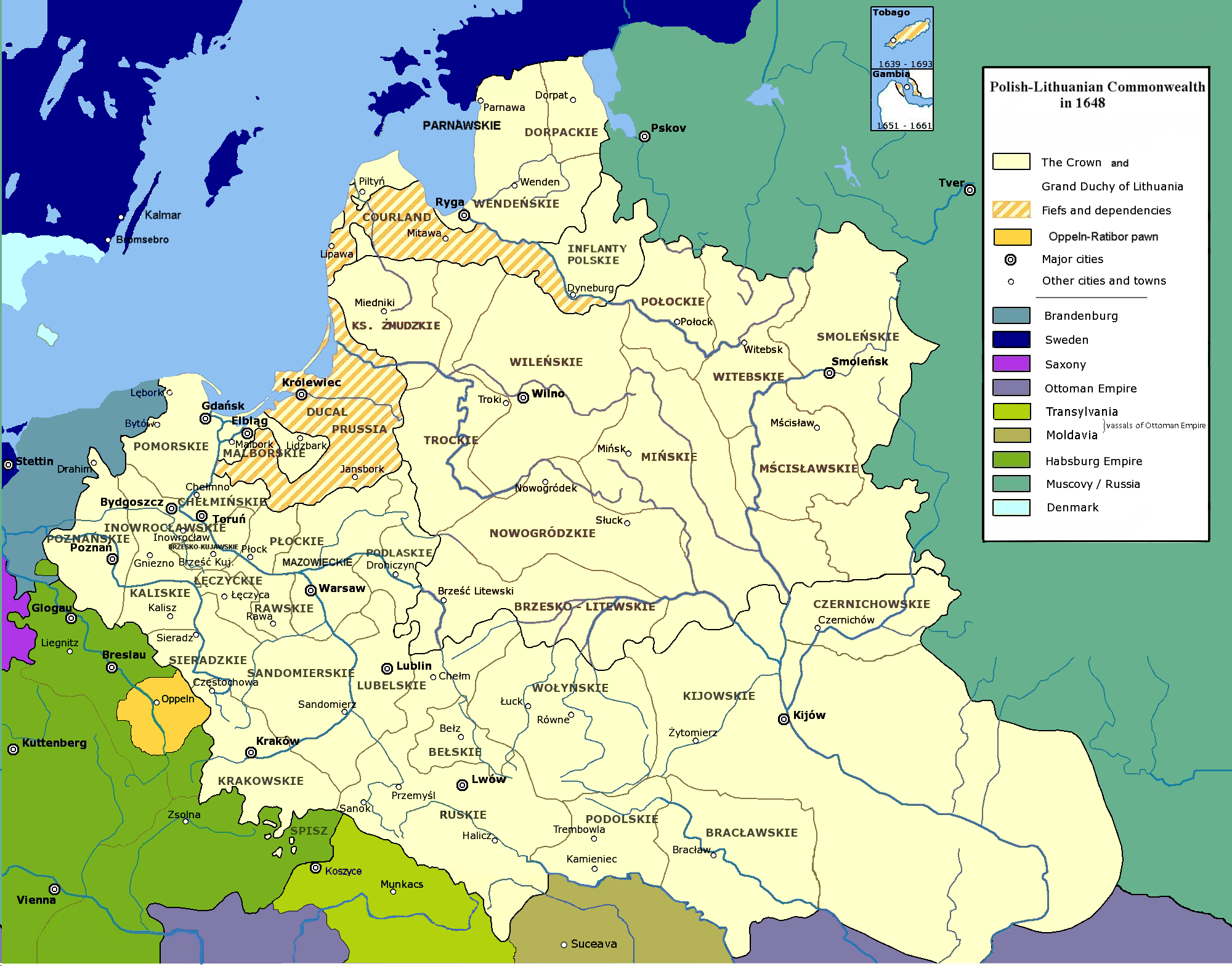
1648: mapa da República antes do "Dilúvio"

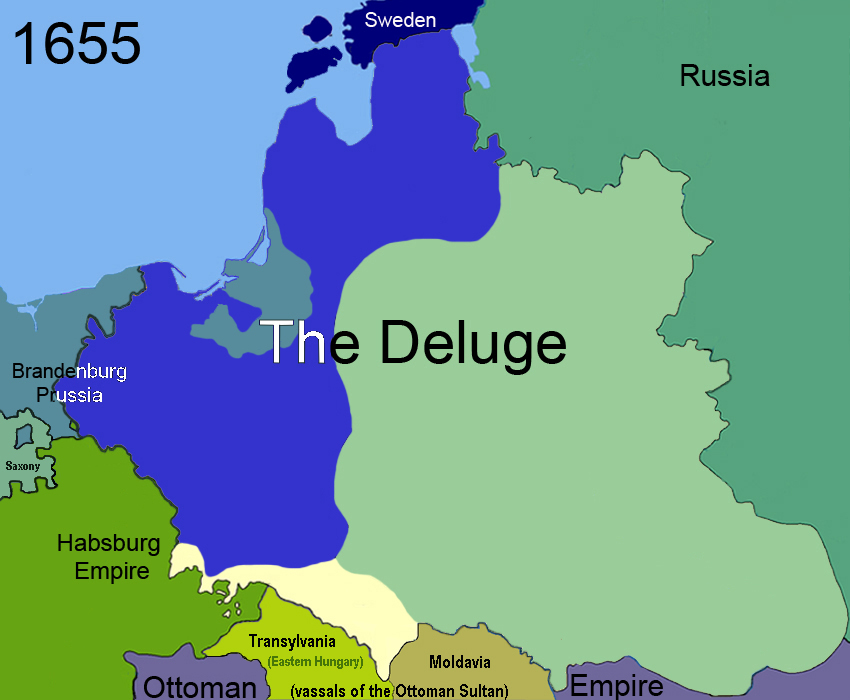
1655: a área azul é o território invadido pela Suécia, o verde invadido pela Rússia.

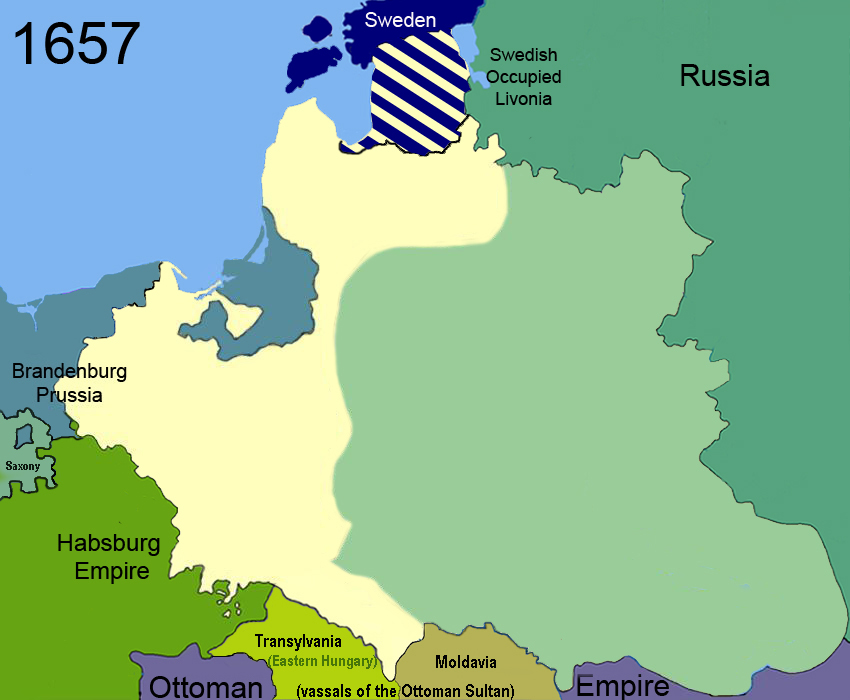
1657.

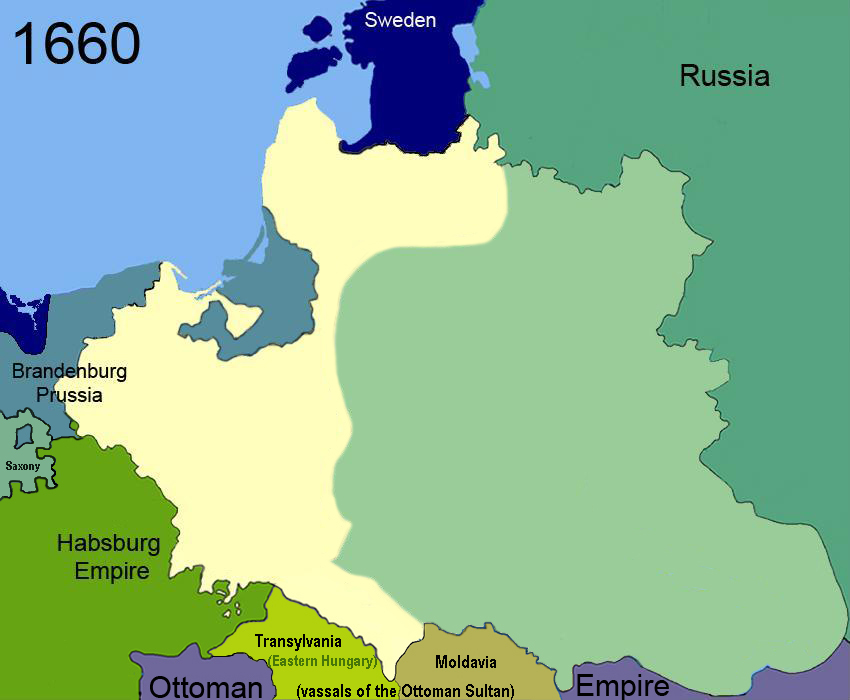
1660.

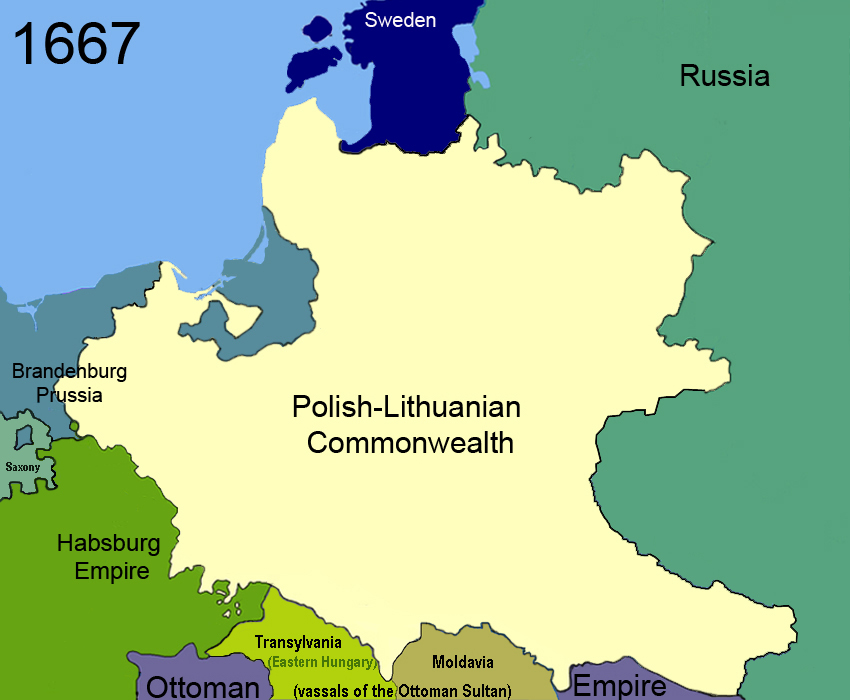
1667.

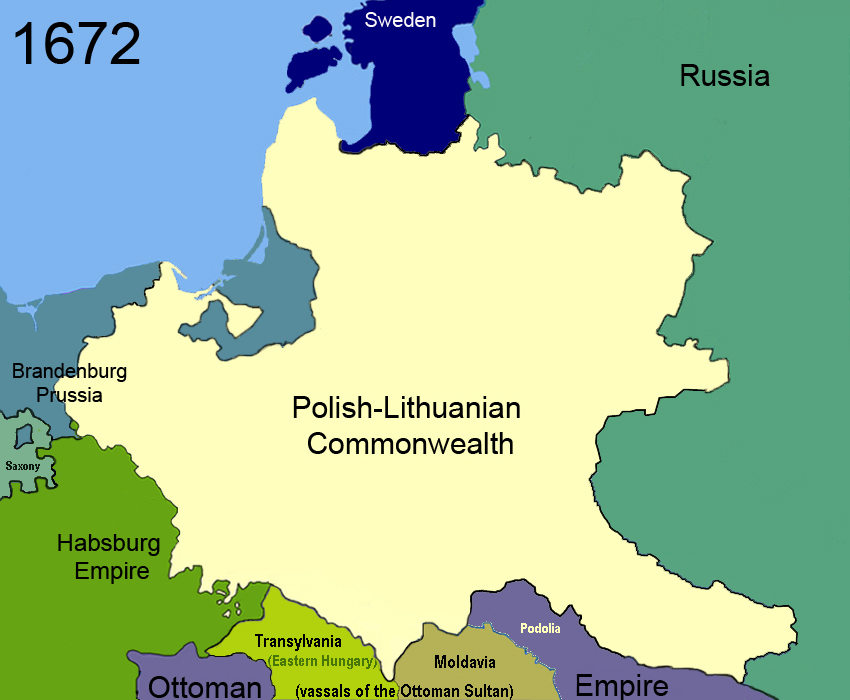
1672: a perda do Podolia.

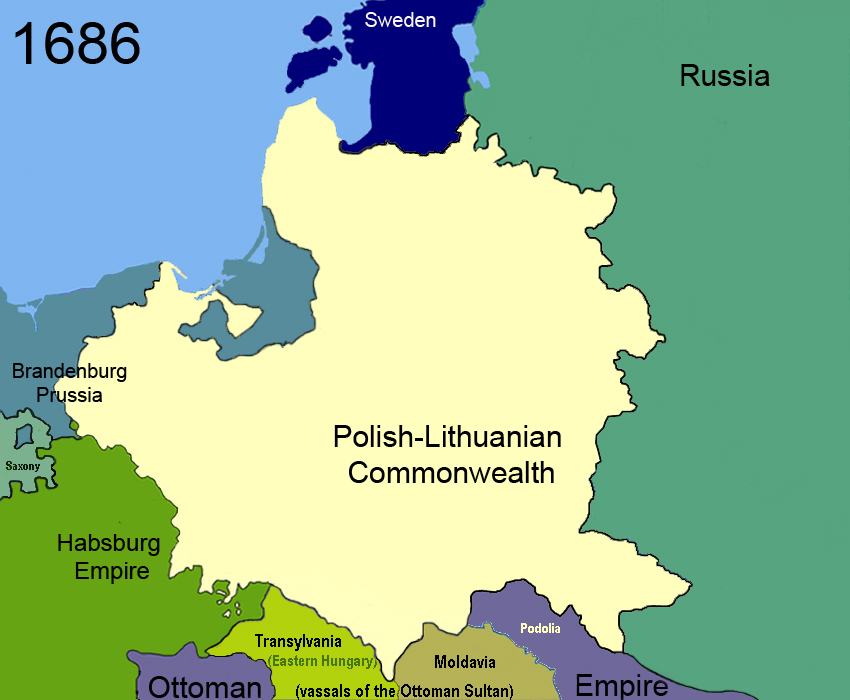
1686:Tratado de Paz Eterna.

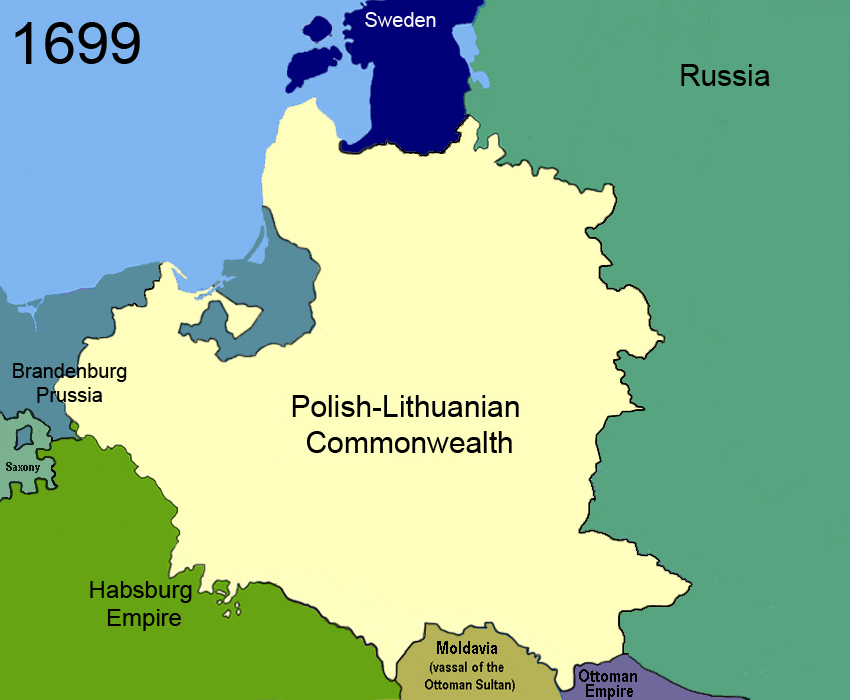
1699 :Tratado de Karlowitz.

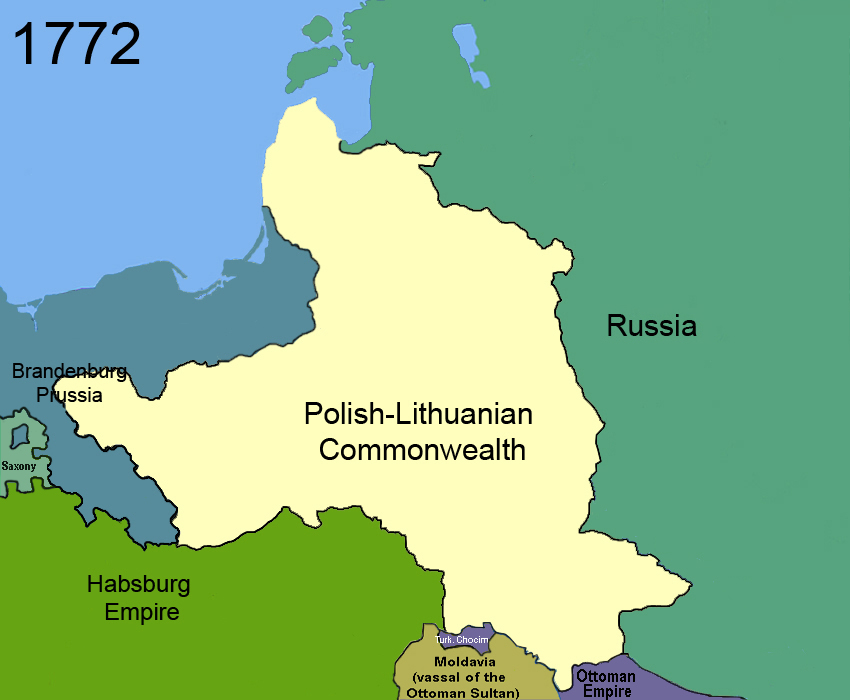
1772 : Primeira partição da Polônia.

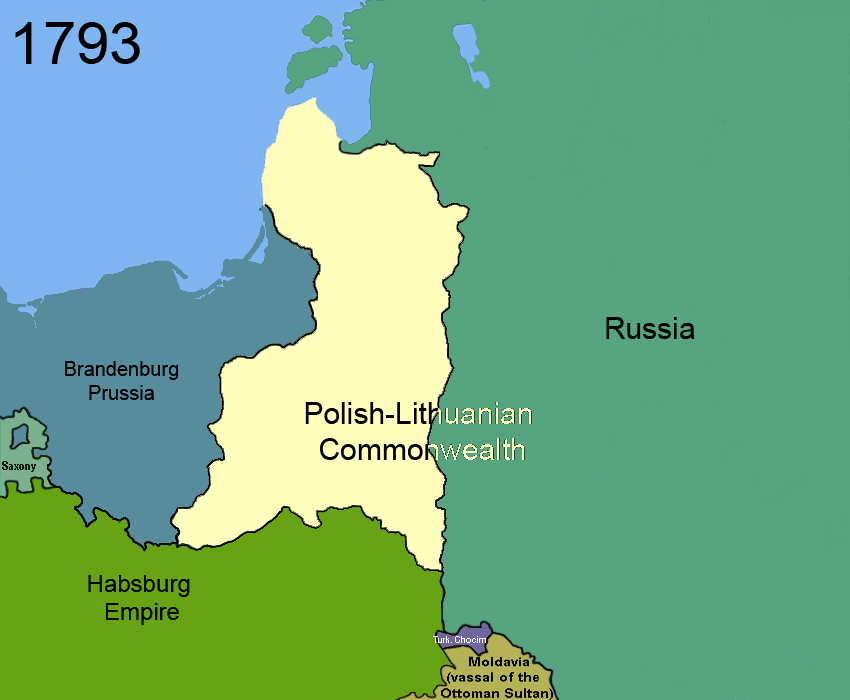
1793 : Segunda partição da Polônia.

- 1 de julho de 1569

União de Lublin, entre o Reino da Polônia e o Grão-Ducado da Lituânia, criando o que acabará por se tornar a República das Duas Nações. A unidade abrange mais de 800.000 km2 e possui fronteira com o Mar Báltico, ao norte, Czarado da Rússia a leste, ao Sacro Império Romano e as terras dos Habsburgos no oeste e ao Império Otomano para o sul.
- 1635

Assinatura do Tratado de Stuhmsdorf entre a Suécia e a República de Duas Nações, favorecendo esta última. A Suécia mantém o controle de parte do Ducado da Livônia (invadido em 1621).
- 1648

A Revolta de Khmelnitski, revolta dos cossacos na Ucrânia contra a República. Começa o "Dilúvio", um período de vinte anos de conflito que levou a União a sua ruína.
- 1654-1655

Segunda Guerra do Norte: Invasão da República pelas tropas suecas e russas.
- 1657

Tratado de Wehlau. Em troca de seu apoio contra a Suécia, o Rei da Polónia reconhece a plena soberania de Frederico Guilherme, o ducado da Prússia, que deixa de ser um feudo polonês.
- 1660

Tratado de Oliva: João II Casimiro renuncia ao trono sueco. A Polónia cede formalmente Livonia e Riga para Suécia, que estavam sob controle sueco desde a década de 1620.
- 1667

Tratado de Andrusovo: a assinatura do tratado termina com a ocupação russa e o "Dilúvio". Moscou tomou o controle da margem esquerda da Ucrânia, a República das Duas Nações mantem a margem direita. Desde o início da guerra, a República perdeu quase metade de sua população e sua economia é destruída.
- 1672

Paz de Buczacz: A União cede a Podolia ao Império Otomano
- 1686

Tratado de Paz Eterna entre a República das Duas Nações e o Czarado Russo. O Império Russo garante a posse da margem esquerda da Ucrânia, territórios de Zaporozhye, Seversk, cidades de Chernigov, Starodub, Smolensk e suas periferias, enquanto a Polónia mantém a margem direita da Ucrânia.
- 1699

Pelo Tratado de Karlowitz termina a Segunda Guerra Austro-Turca. A Polónia recuperou o controle Podolia.
- 1772

Primeira Partilha da Polônia entre a Prússia, o Império dos Habsburgos e a Rússia. A União da Polônia-Lituânia perde 30% do seu território e um terço de sua população.
- 1793

Segunda Partição da Polônia entre a Prússia e a Rússia. A República das Duas Nações mantém apenas um terço do seu território de 1772.
- 1794

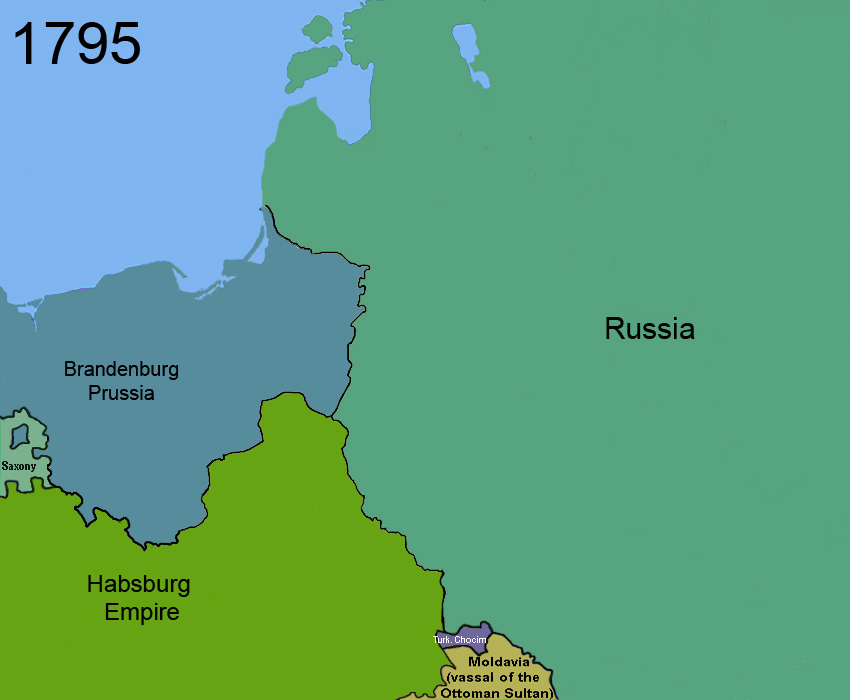
1795 : Terceira partição da Polônia.

Após o fracasso da insurreição de Kosciuszko, Áustria, Prússia e Rússia completam o desmembramento o resto da Polónia. Deixa de existir como país independente.

### Partição (1795 - 1919)

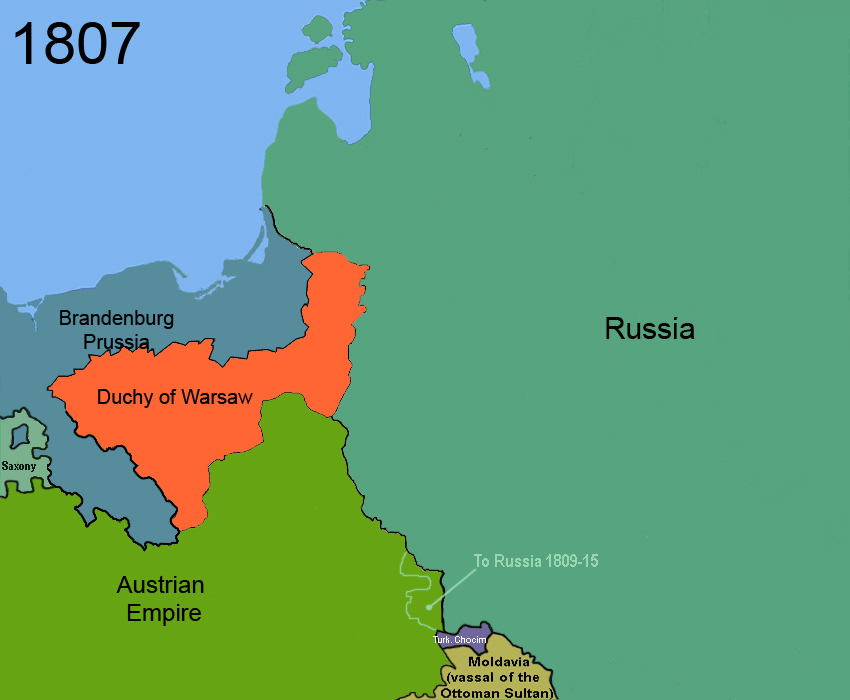
1807 : criação do Ducado de Varsóvia.

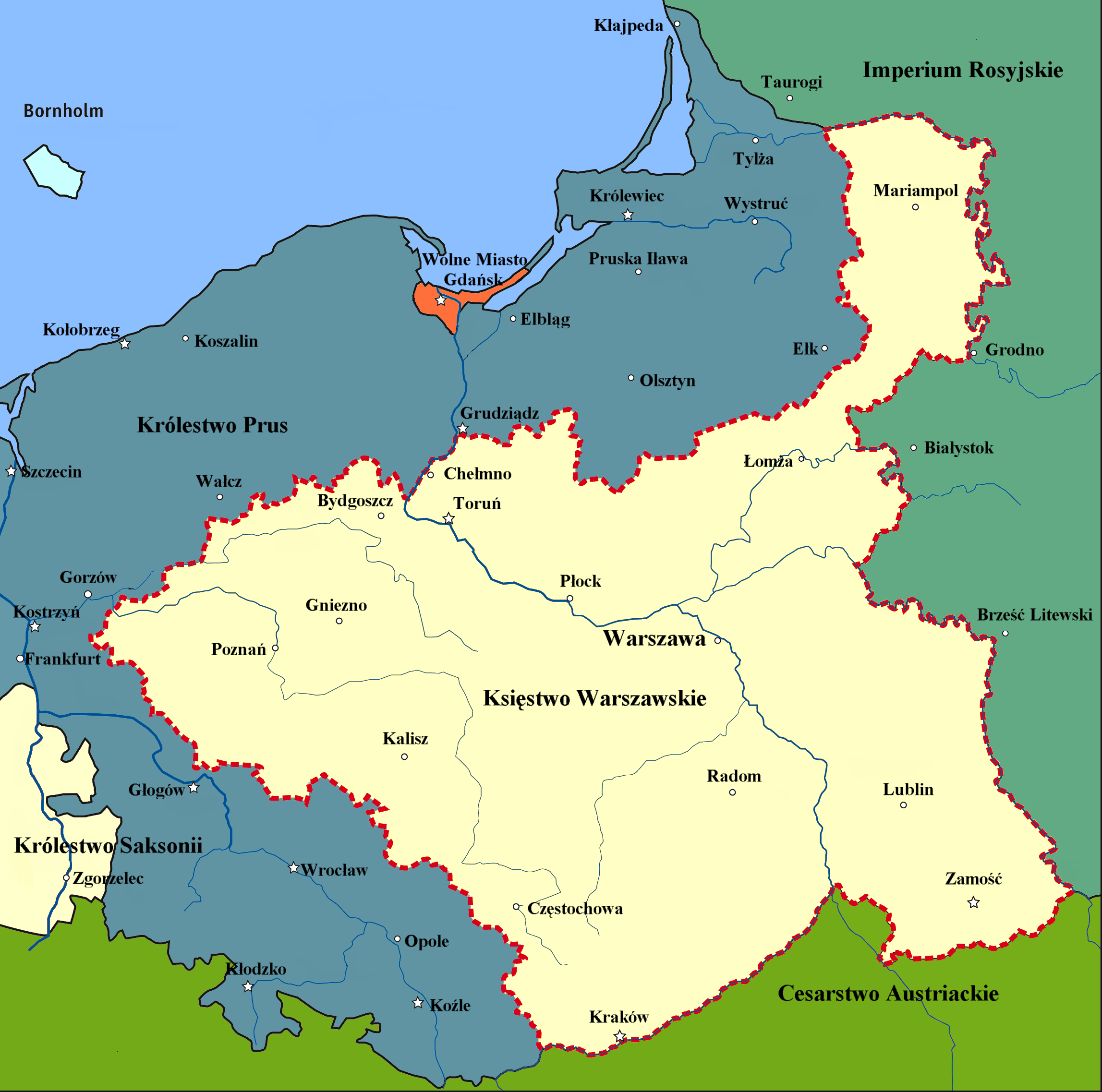
Ducado de Varsóvia, 1809-1815

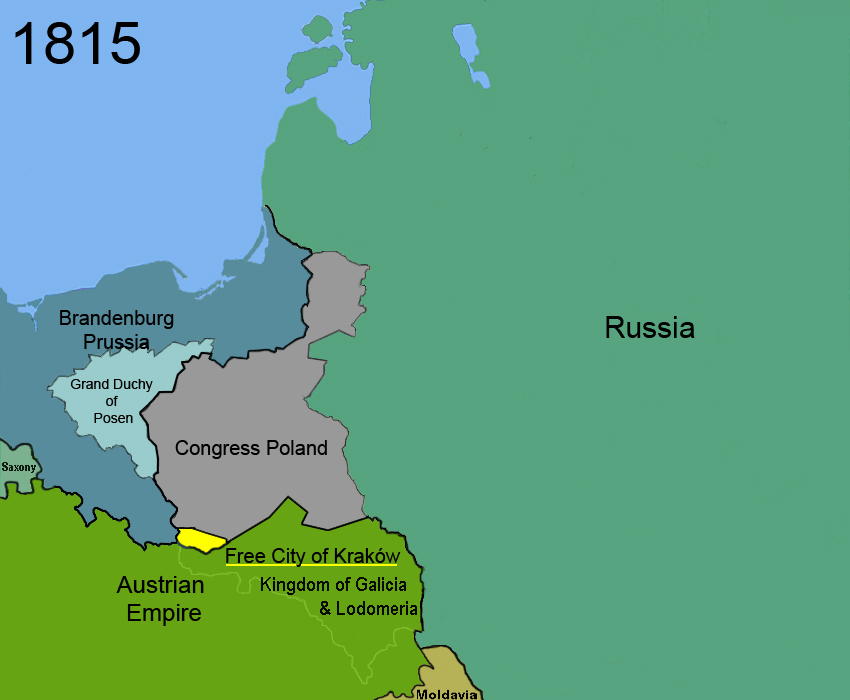
1815 : reorganização

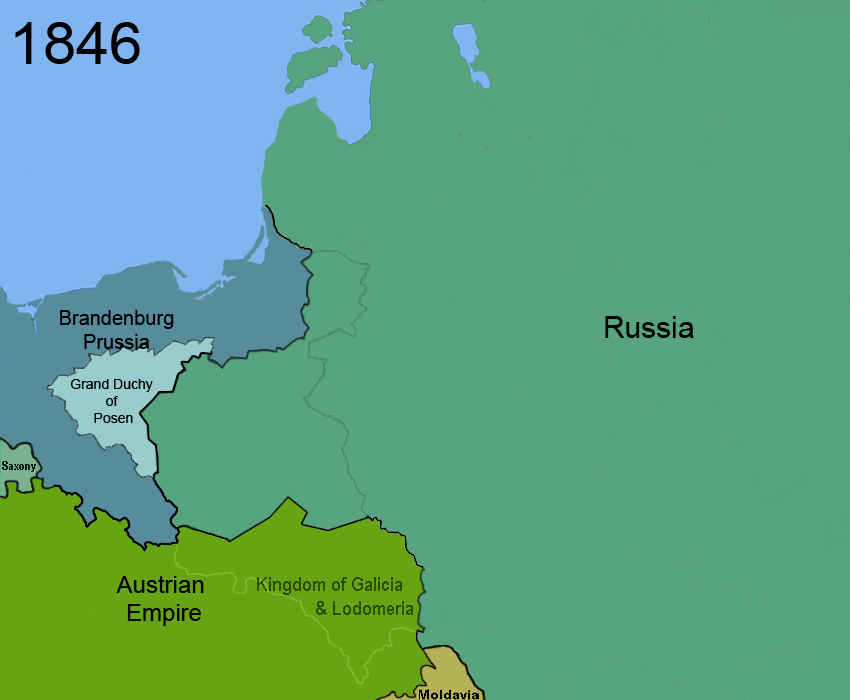
1846

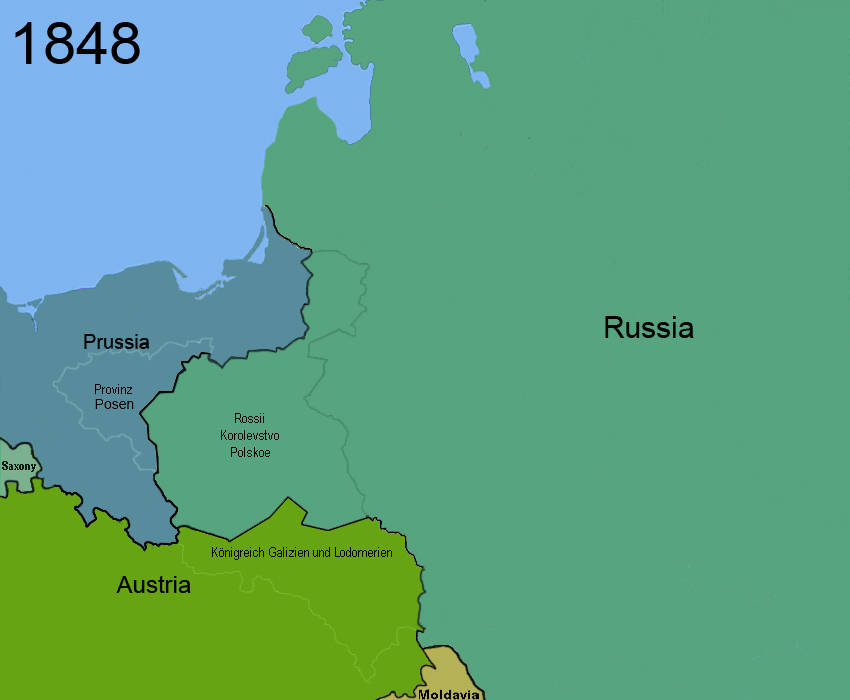
1848

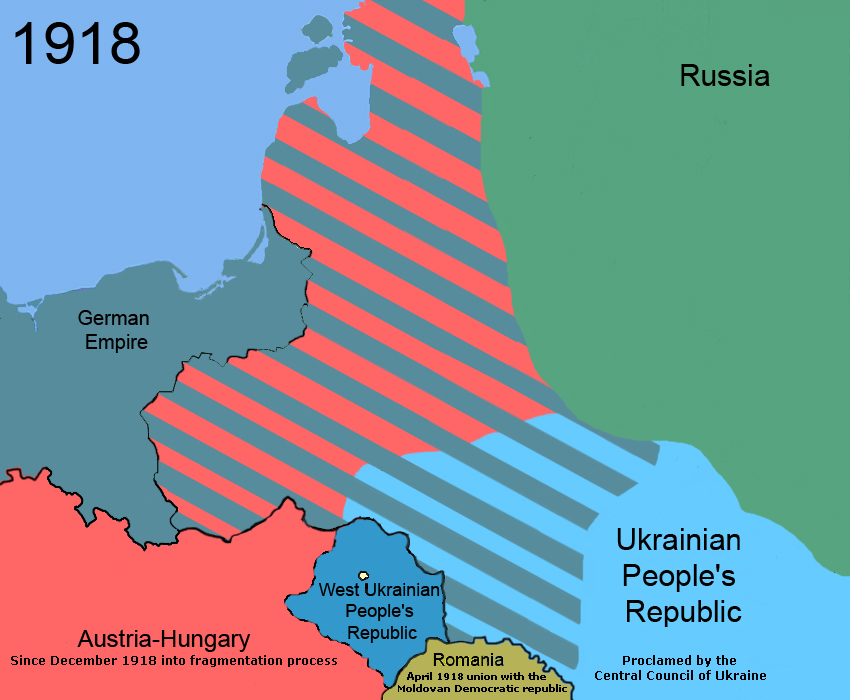
1918. A área sombreada em vermelho e verde representa os territórios ocupados pela Alemanha após o Tratado de Brest-Litovsk.

- 1807

Napoleão cria o ducado de Varsóvia, de terras polonesas cedidos pelo Governo do Reino da Prússia após o Tratado de Tilsit. O Ducado é criado em união pessoal por Frederico Augusto I, rei da Saxónia.
- 1809

Tratado de Schönbrunn: anexação da Galícia ocidental, enquanto que a Áustria, pelo Ducado de Varsóvia.
- 1815

Após a fracassada invasão à Rússia por Napoleão, o ducado de Varsóvia é ocupado por tropas prussianas e russas, até 1815, então dividido entre os dois países no Congresso de Viena. A região foi reorganizada em várias entidades:
- - o reino do Congresso, Estado satélite do Império Russo em união pessoal com ele;
  - o Grão-Ducado de Poznań, província autônoma do Reino da Prússia;
  - Cidade Livre de Cracóvia, protetorado do Império da Áustria, do Reino da Prússia e do Império Russo.

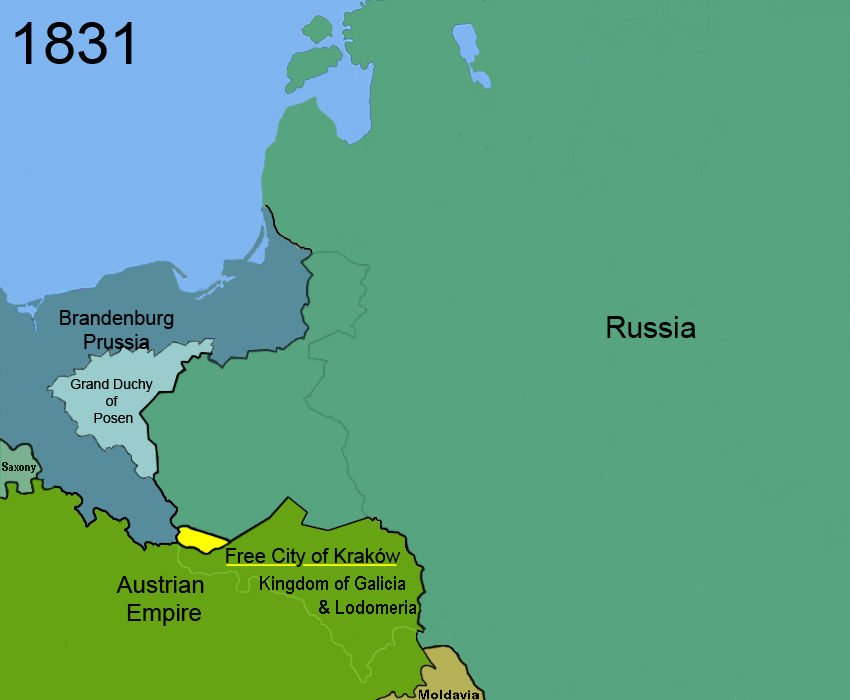
1831.

- 1831

Após a insurreição de novembro, o reino do Congresso perde a sua autonomia e é reorganizado pelo Império Russo.
- 1846

Após o fracasso da insurreição de Cracóvia, a cidade livre de Cracóvia é anexada ao Império Austríaco.
- 1848

O Grão-Ducado de Poznań perde os vestígios da sua autonomia e é rebaixado a uma mera província do reino da Prússia.
- 1918

Após o Tratado de Brest-Litovsk, a Rússia se retira de uma larga faixa do território ocupado pela Alemanha. Independentemente da ocupação, a República Nacional da Ucrânia Ocidental é proclamada em 1 de novembro nos territórios tradicionalmente polacos.

### Recriação (1919-1939)

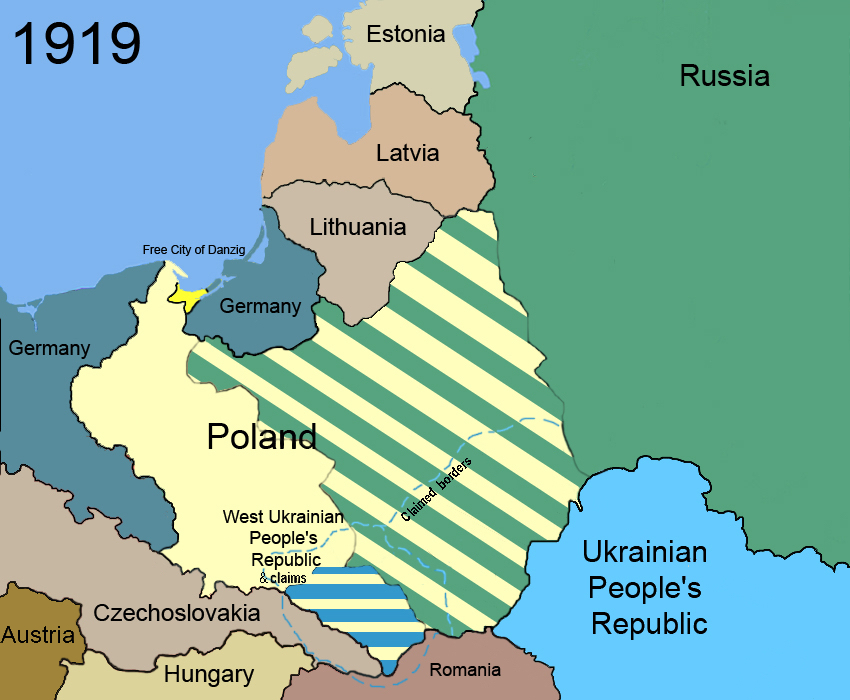
Mapa da região em 1919. A parte rasurada de verde e branco representa o extremo avanço das tropas russas e polacas na Guerra Russo-Polonesa de 1920. As rasuras em azul e branco representam o território controlado pela República Popular da Ucrânia Ocidental.

ajustamento territorial entre os Checoslováquia (verde) e Polónia (em vermelho).

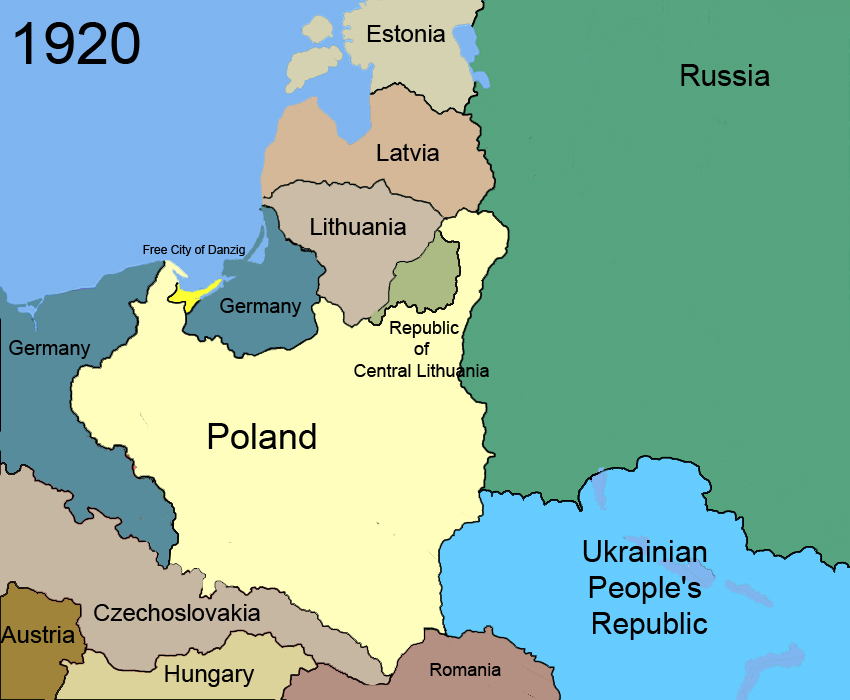
1920 (fronteira polaco-russa em relação à do Tratado de Riga, assinado em 1921).

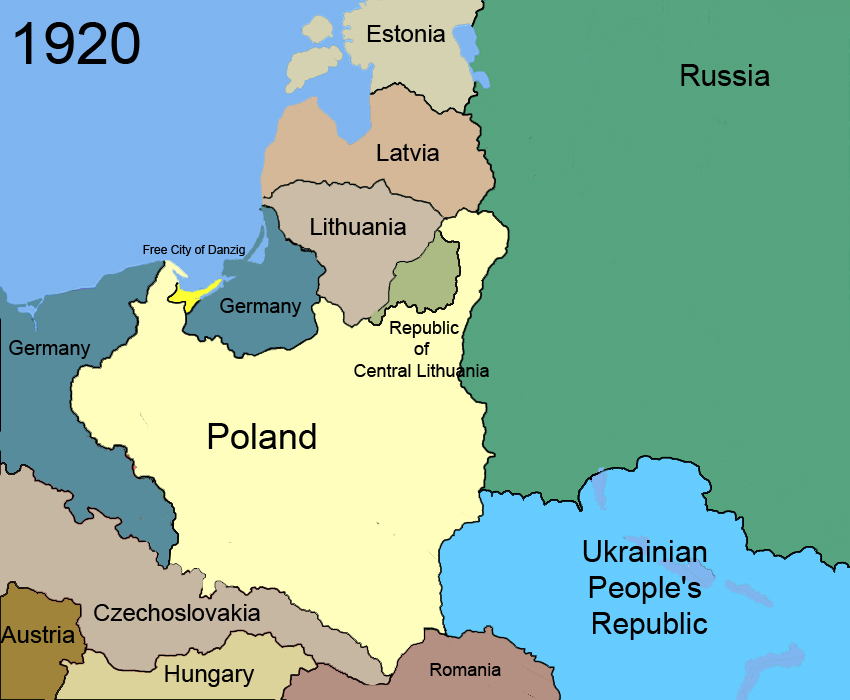
Traçado de fronteira aceita pela Polónia e a Rússia em 1920.

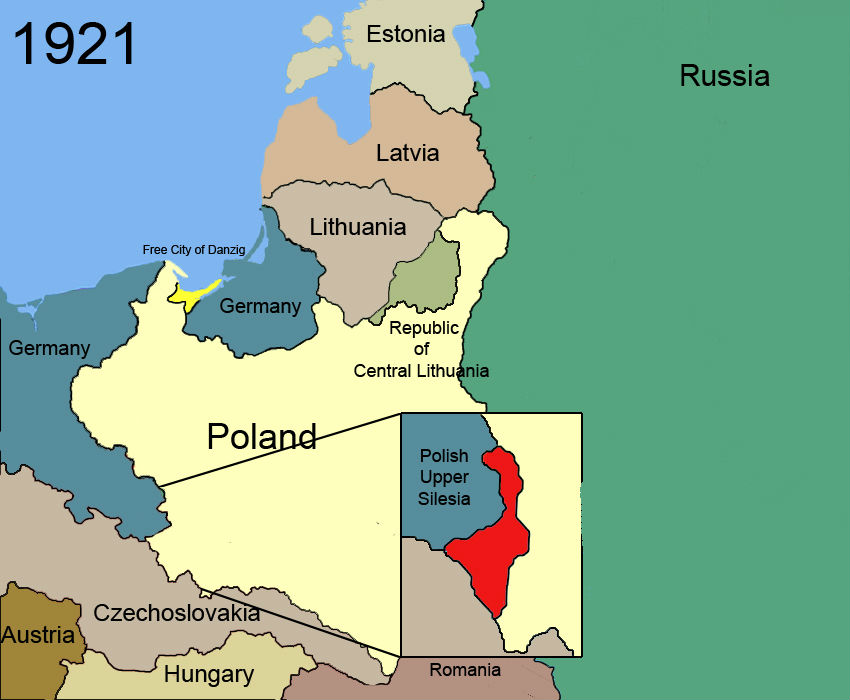
1921: atribuição da Alta Silésia a Polónia.

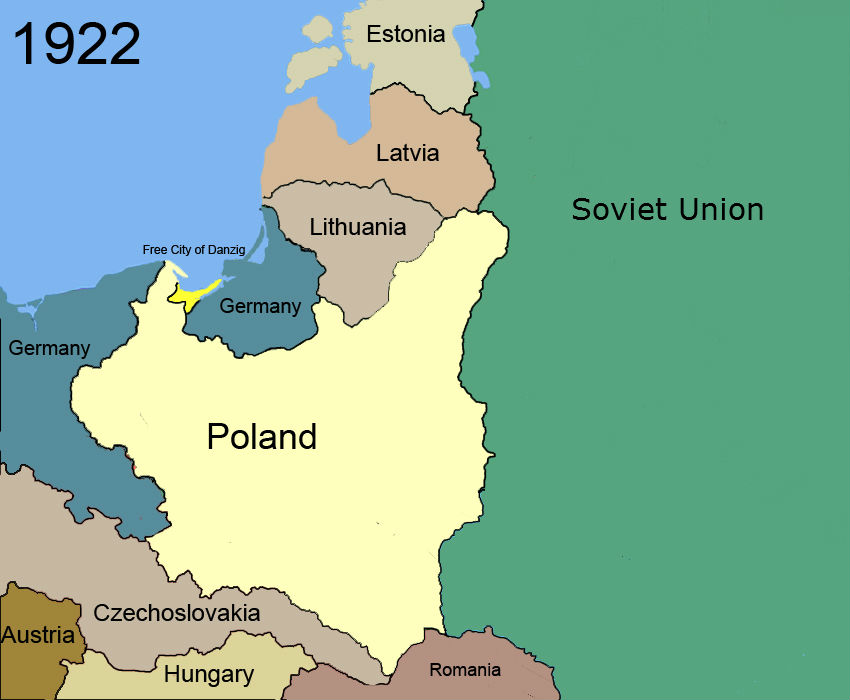
1922 : Anexação da República da Lituânia Central.

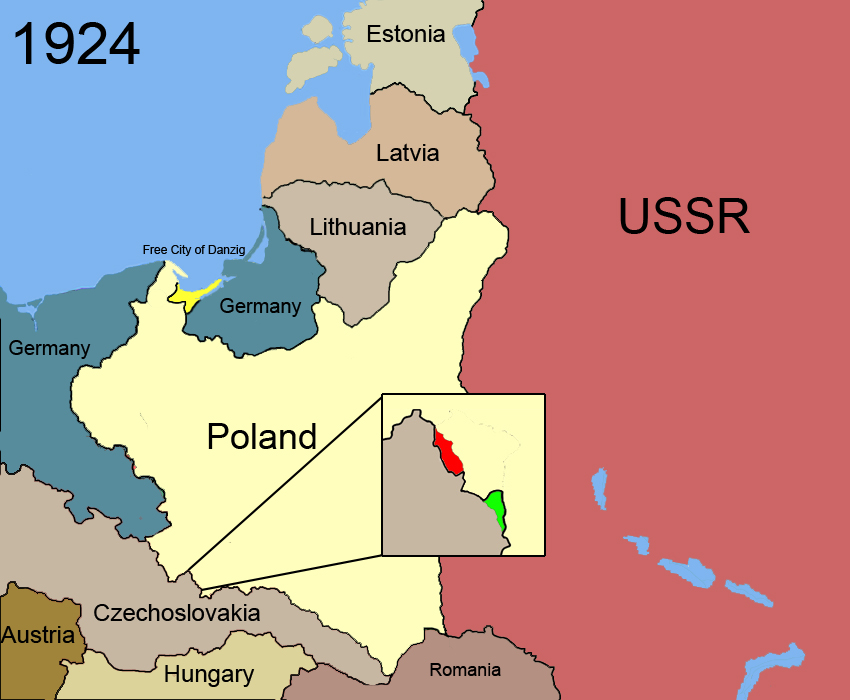
1924: ajustamento territorial entre a Checoslováquia (verde) e a Polónia (em vermelho).

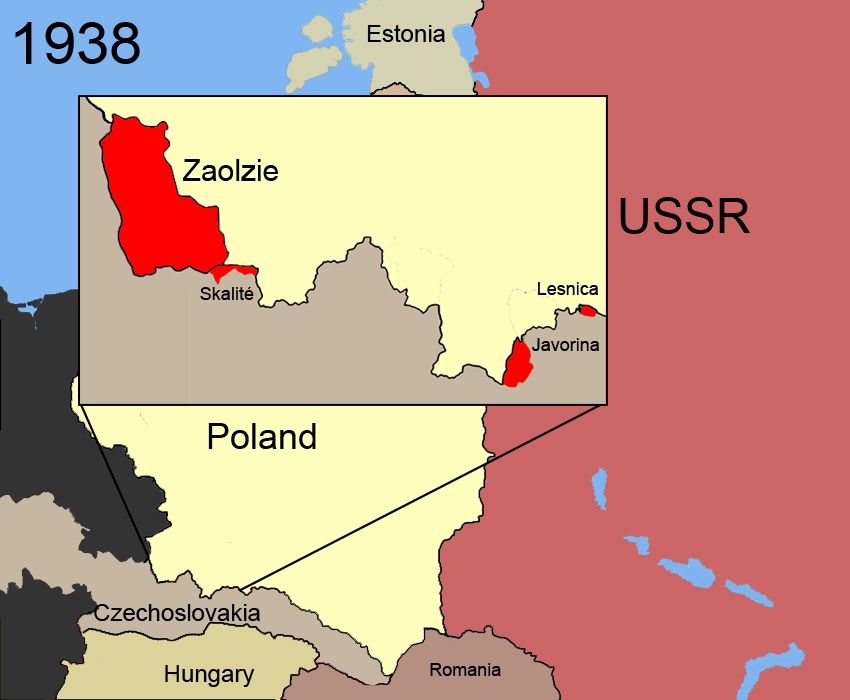
1938: anexação polonesas na Checoslováquia (em vermelho).

- 28 de junho de 1919

Após a Primeira Guerra Mundial, uma insurreição eclodiu na Polônia e prosseguiu até a assinatura do Tratado de Versalhes em junho de 1919. O tratado recria um Estado polonês, recebendo do Império Alemão os seguintes territórios:
- - a maior parte da província prussiana de Posen, já controlados pelos insurgentes;
  - 70% da Prússia Ocidental para fornecer à Polônia o acesso ao Mar Báltico, a criação do Corredor Polonês;
  - Alta Silésia Oriental;
  - Região de Działdowo na Prússia Oriental, para fornecer a Polônia uma linha férrea que liga Varsóvia a Gdansk;
  - uma pequena parte do leste da Prússia Ocidental e o sul da Prússia Oriental.

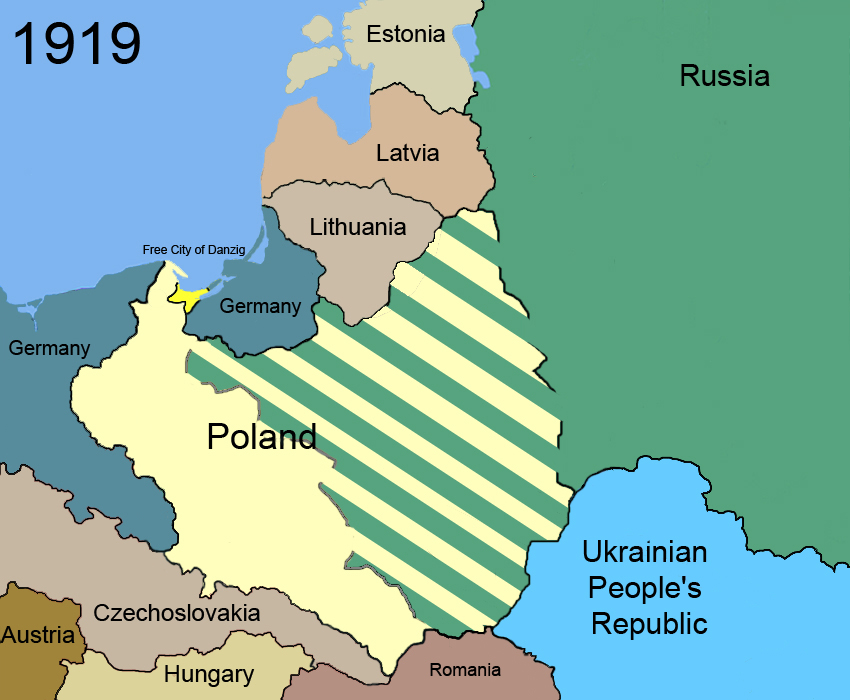
1919 : anexação da República Popular da Ucrânia Ocidental.

- 17 de Julho de 1919

Um cessar-fogo terminou com a Guerra Polaco-Ucraniana. A Polónia assume o controle do território da República Popular da Ucrânia Ocidental.
- 20 de julho de 1920

A Conferência de Spa realiza ajustes territoriais entre a Checoslováquia e a Polónia. O antigo Ducado de Teschen é compartilhado entre os dois países. As regiões de Orava e Spis são atribuídos à Polónia.
- 12 outubro de 1920

Estabelecimento da República da Lituânia Central após um motim. Centrada Vilnius,  serve como um estado-tampão entre a Polônia, a defende, e Lituânia, que a reivindica.
- 18 de Outubro de 1920

Armistício entre a Polónia e a Rússia soviética na Guerra Polaco-Soviética. A fronteira oriental da Polónia é confirmada com o Tratado de Riga de 18 de março de 1921.
Guerra Polaco-Soviética

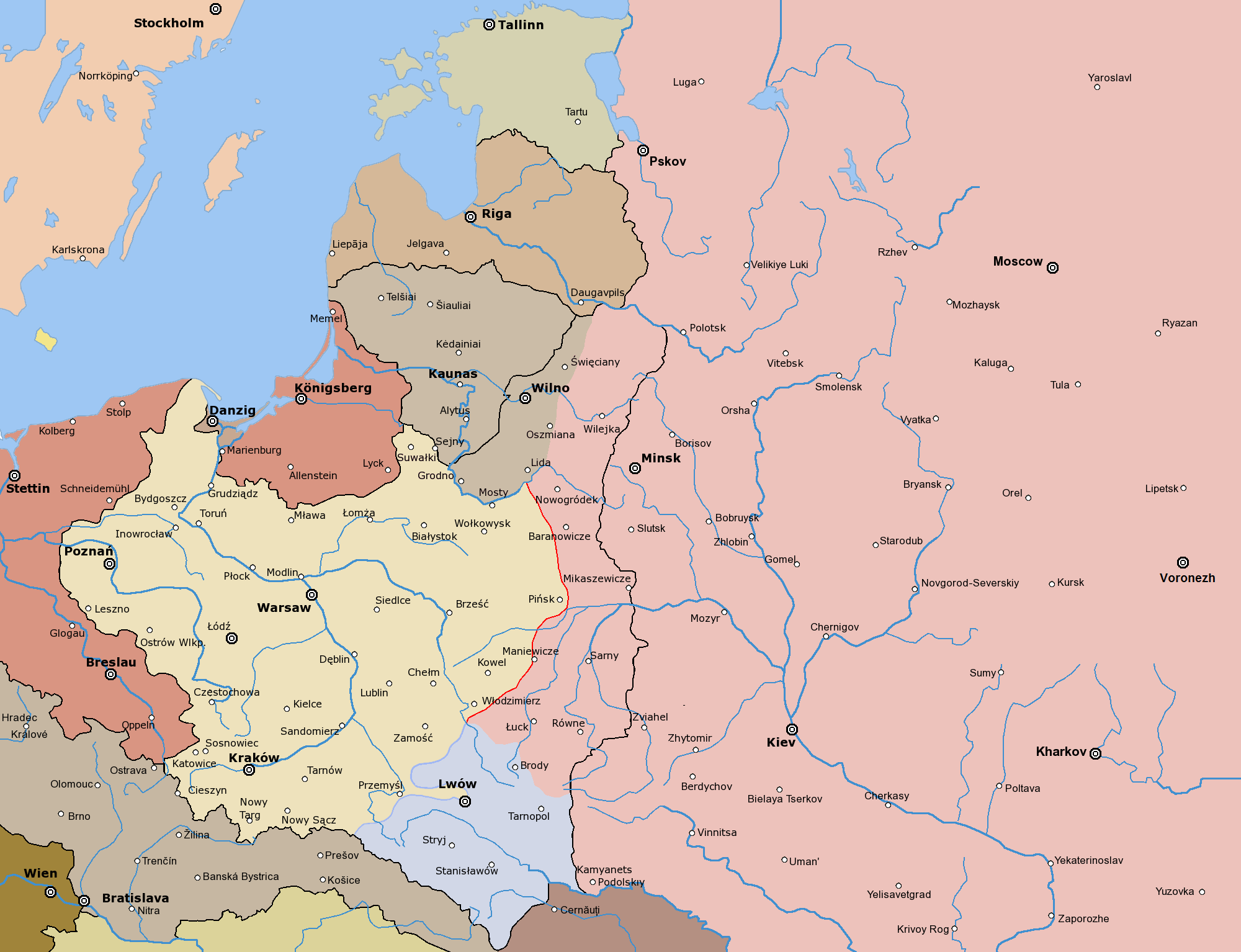
Março de 1919
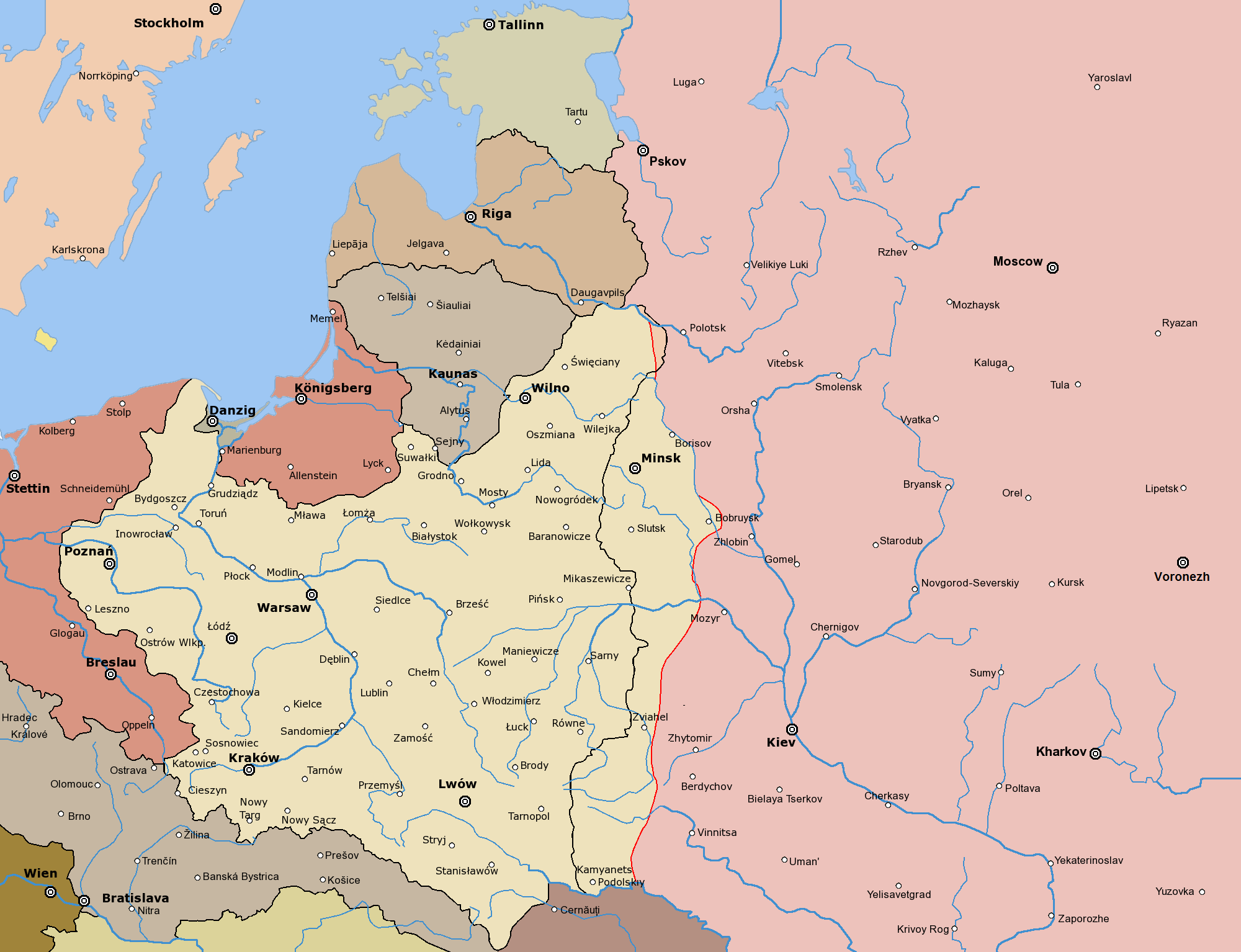
Dezembro de 1919
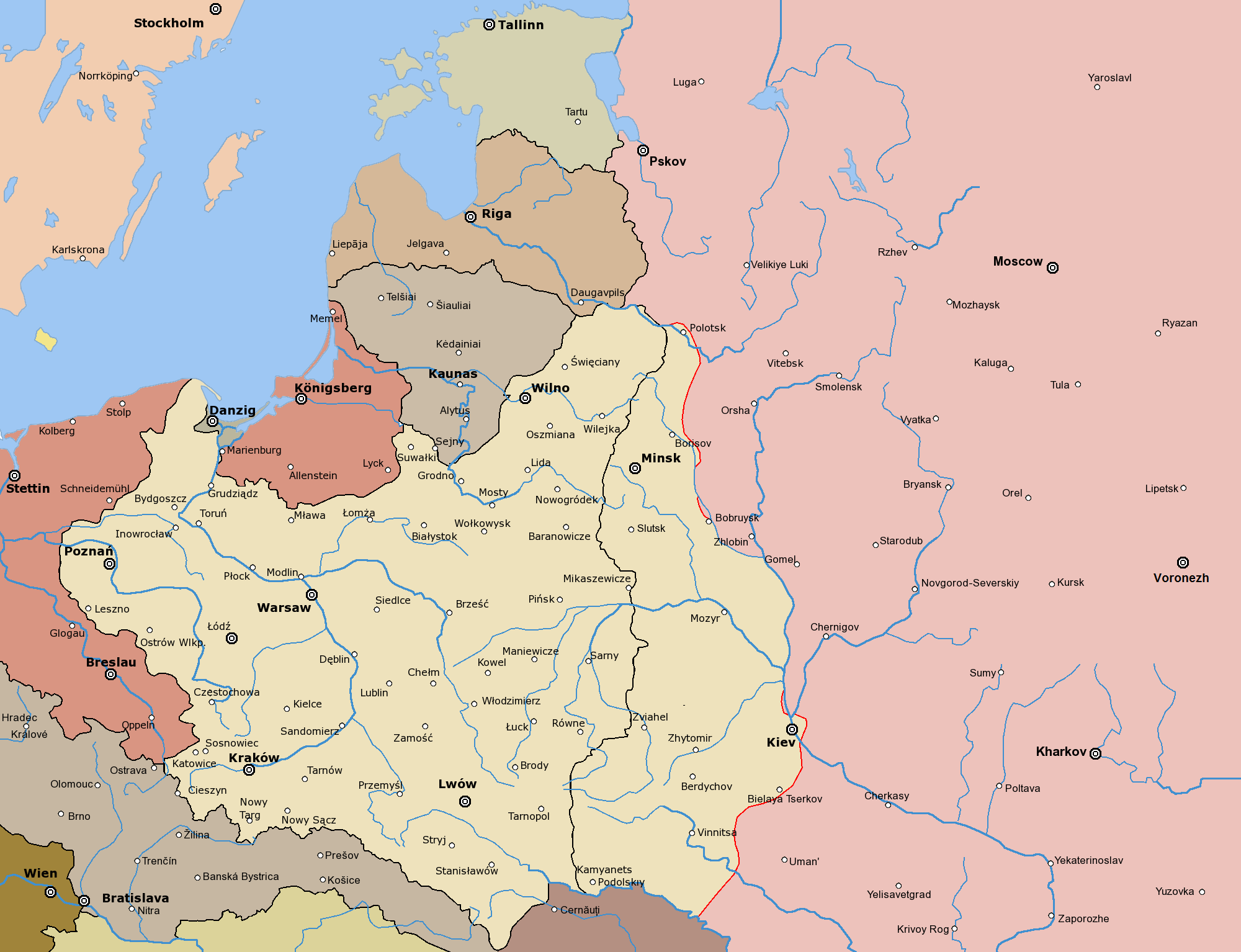
Junho de 1920
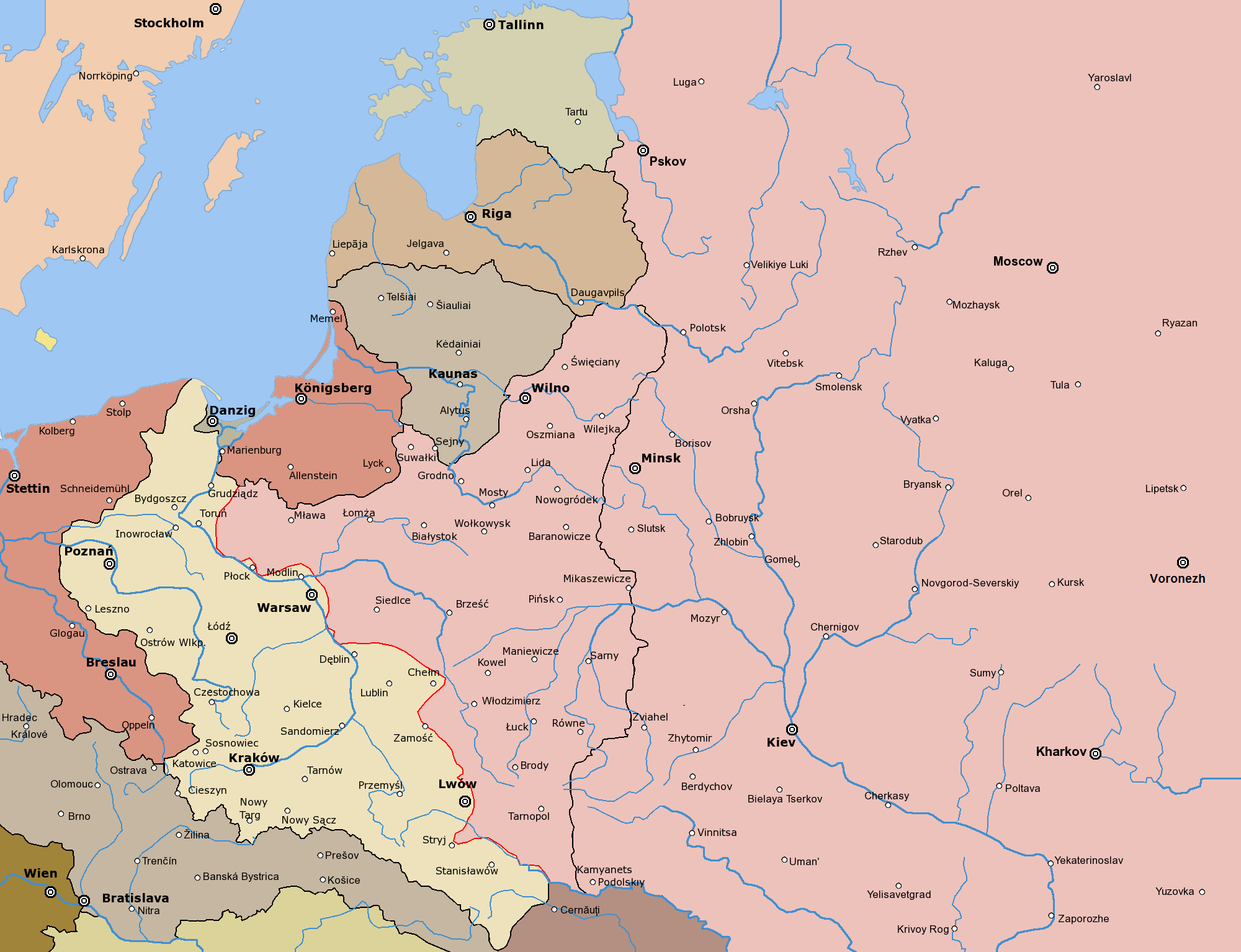
Agosto de 1920
Tratado de Riga

- Outubro de 1921

Após as revoltas na Silésia, um referendo de autodeterminação é realizado na Alta Silésia, a maioria dos eleitores votam para permanecer na Alemanha, que conduziu a uma nova revolta. Depois de um relatório de uma comissão da Liga das Nações, a região é atribuída à Polónia.
- 8 de janeiro de 1922

Anexação da República da Lituânia Central pela Polónia após eleições contestadas.
- 1924

Na sequência de uma decisão do Tribunal Permanente de Justiça Internacional, a Polónia e a Checoslováquia, procederam a uma troca de territórios na região Orava: a Polônia recebe Lipnica Wielka e a Checoslováquia Sucha Hora e Hladovka.
- 1 de outubro de 1938

Na sequência do Acordo de Munique, a Polônia invade a região de Zaolzie da Checoslováquia. Em 1 de novembro, a Polônia invade os territórios do norte de Spisz e também alguns de Orava.

### Segunda Guerra Mundial (1939-1945)

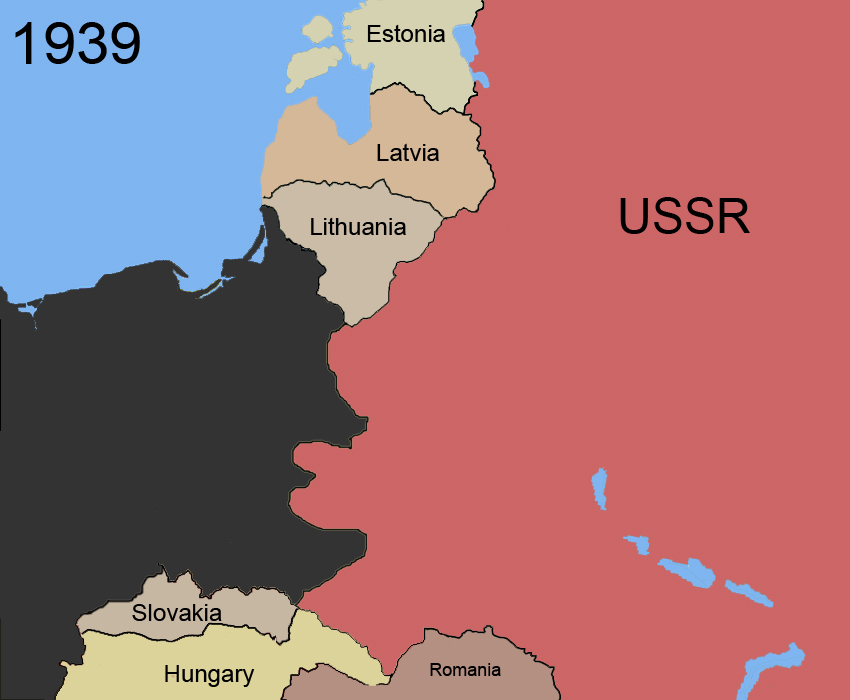
1939 : invasão e partição da Polônia.

- 1939

O Terceiro Reich e a União Soviética invadem a Polônia e dividem-a de acordo com as convenções do Pacto nazi-soviético. O Oeste é dividido em vários distritos da Alemanha, o leste é anexado pelas repúblicas soviéticas da Bielorrússia, Lituânia e Ucrânia.

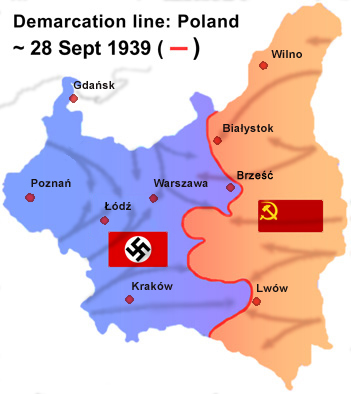
URSS e a Alemanha nazista dividem a Polónia
Antigas e novas fronteiras da Polónia, 1945
Planejado e divisões reais da Europa, de acordo com o Pacto Molotov-Ribbentrop, com ajustes posteriores

### Polônia contemporânea (a partir de 1945)

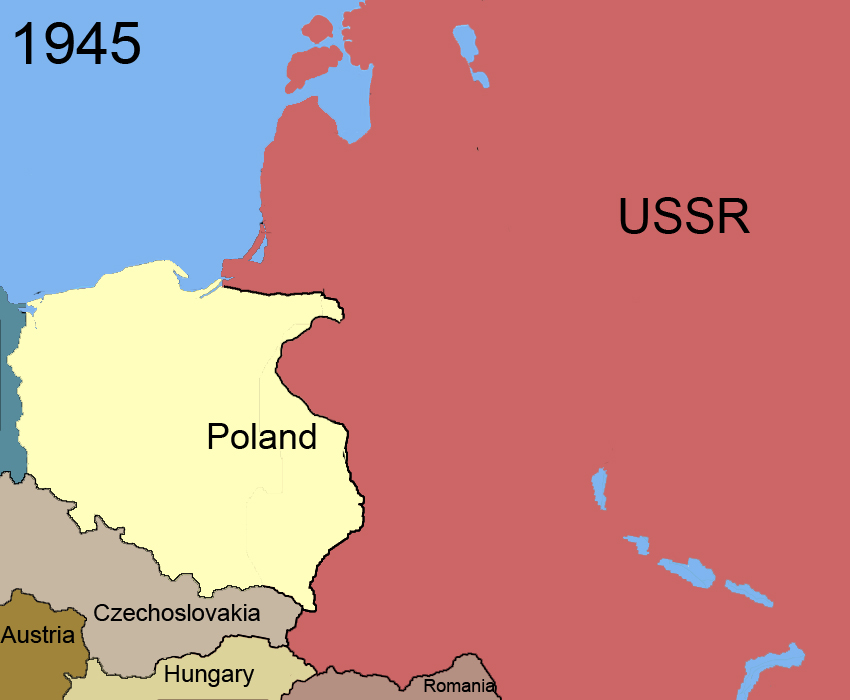
1945 : recriação da Polônia.

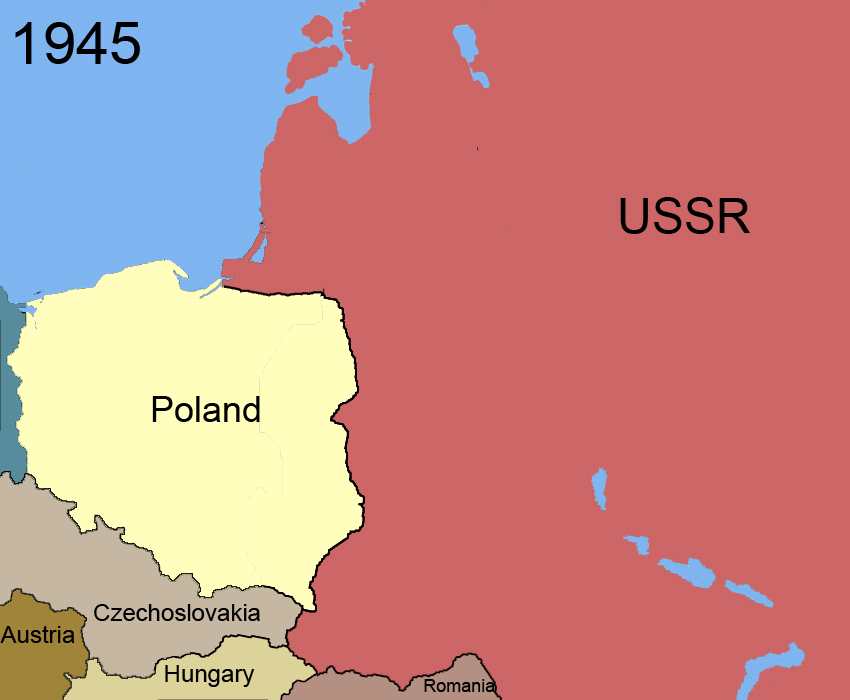
16 de agosto de 1945: ajustamento de fronteiras entre a Polónia e a União Soviética

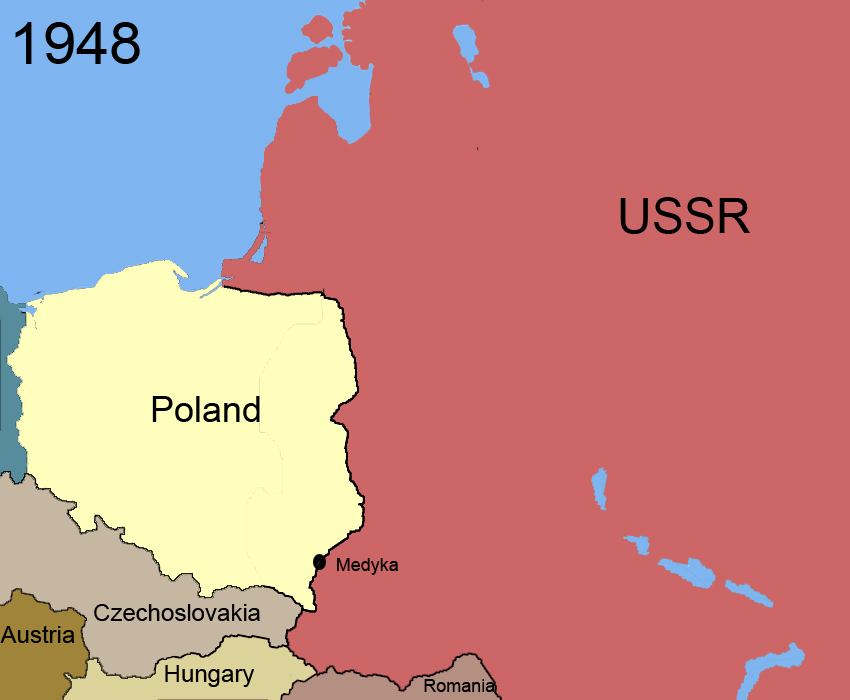
1948: Transferência da vila de Medyka para a Polónia

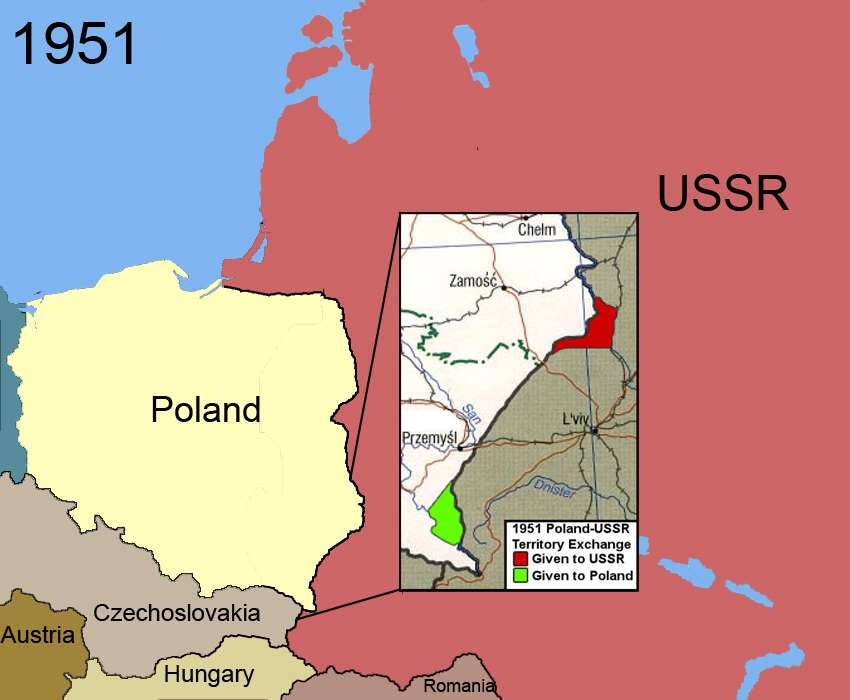
1951.

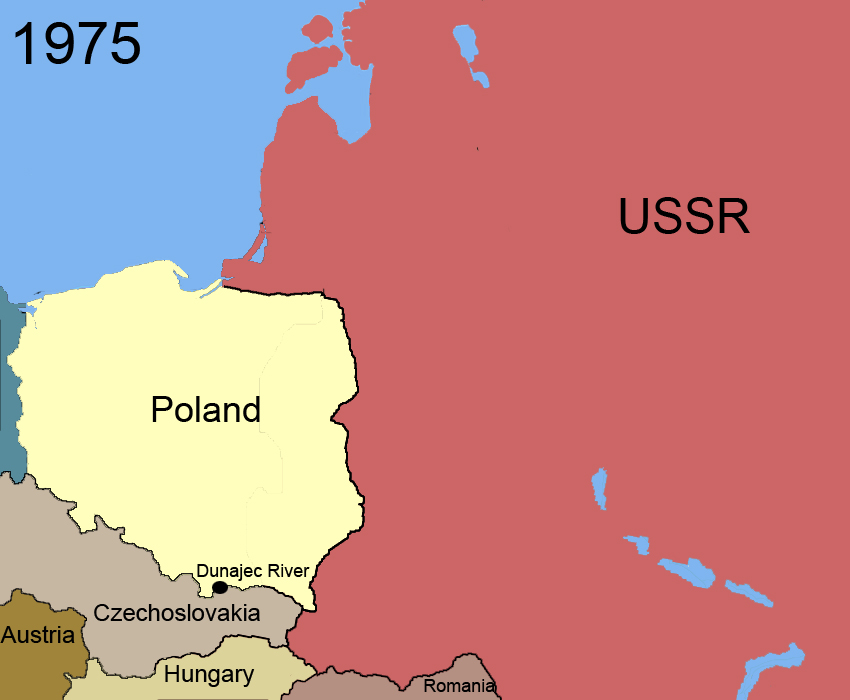
1975: mudanças territoriais ao longo de Dunajec.

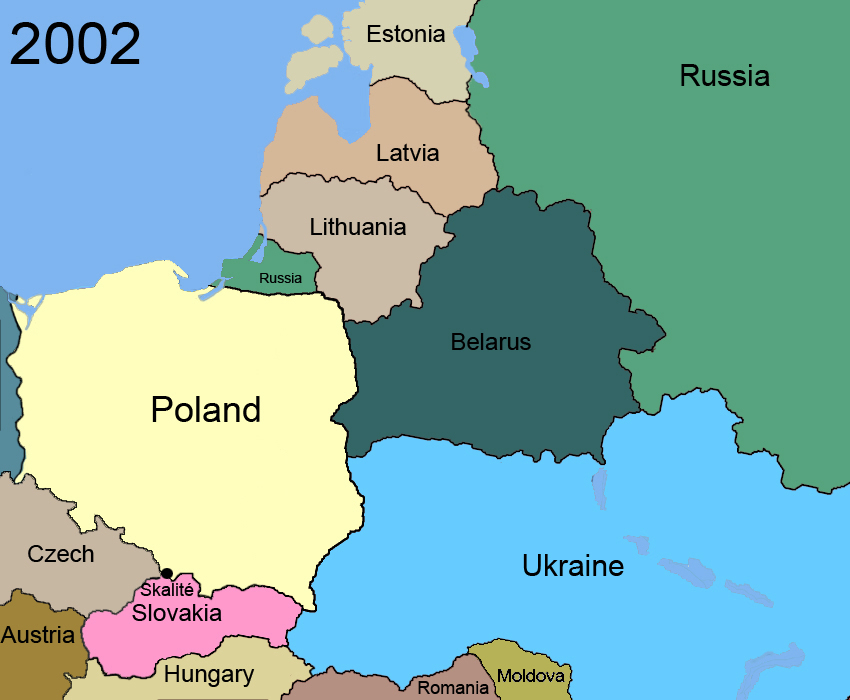
2002: alteração de fronteiras entre a Polónia e a Eslováquia.

- 1945

Recriação da Polônia após o fim da Segunda Guerra Mundial. A União Soviética mantém as zonas ocupadas em 1939, no leste da linha Curzon, a Polónia recebe os territórios alemães a leste da linha Oder-Neisse.
- 16 de agosto de 1945

Ajustamento de fronteiras entre a URSS e a Polónia. A parte ocidental da República Socialista Soviética da Bielorrússia é atribuída à Polónia.
- 1948

A vila soviética de Medyka é transferida para a Polónia
- 15 de fevereiro de 1951

Troca de territórios entre a Polónia e a União Soviética.
- 13 de junho de 1958

A Polónia e a Checoslováquia, assinam um acordo que estabelece a demarcação da fronteira entre os dois países, seguindo os limites existentes em 1938, antes do acordo de Munique.
- 7 dezembro de 1970

Assinatura do Tratado de Varsóvia, entre a Alemanha Ocidental e a Polônia.
- Março de 1975

Polônia e Tchecoslováquia modificam suas fronteiras ao longo de Dunajec para permitir a Polónia construir uma barragem na região de Czorsztyn, a sudeste de Cracóvia.
- 2002

Polónia e Eslováquia fazem pequenos ajustes de suas fronteiras.